# 14. September
Der 14. September ist der 257. Tag des gregorianischen Kalenders (der 258. in Schaltjahren), somit bleiben noch 108 Tage bis zum Jahresende.

## Ereignisse

### Politik und Weltgeschehen
- 1262: Der kastilische König Alfons X. erobert die Stadt Cádiz von den Mauren zurück.

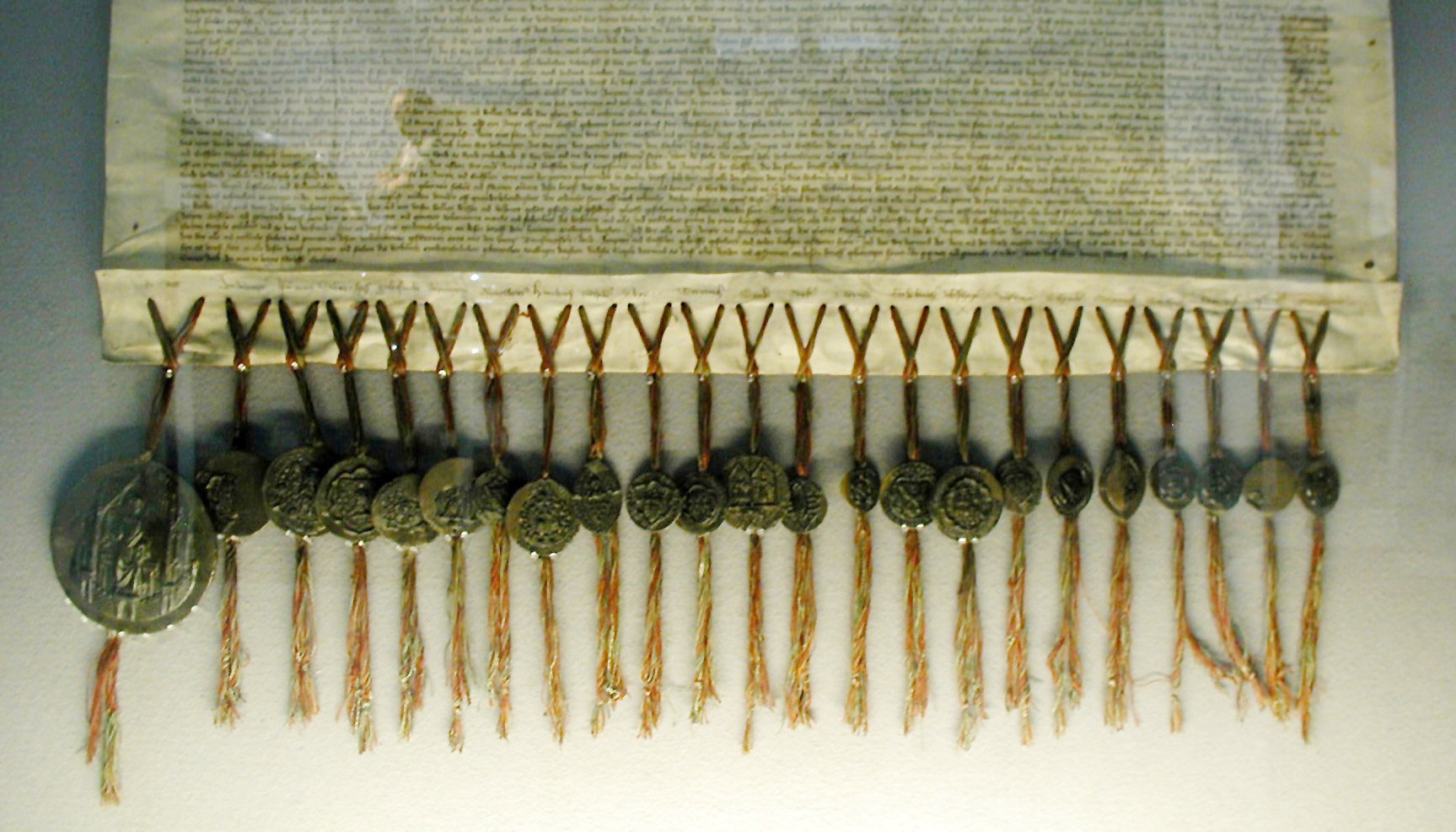
1396: Ausschnitt des Verbundbriefes

- 1396: Die Stadt Köln erhält mit dem Verbundbrief eine Verfassung, die beim Regieren neben den Patriziern auch Zünfte (Gaffeln) und Kaufleute gleichberechtigt zulässt.
- 1405: Im Marbacher Bund vereinen sich 17 schwäbische Städte und einige rheinische Fürsten, um territorialen Ansprüchen des römisch-deutschen Königs Ruprecht zu begegnen.
- 1515: Nach der Schlacht bei Marignano, bei der die Alte Eidgenossenschaft entscheidend von Frankreich geschlagen wird, betreibt die Schweiz keine weitere Expansionspolitik mehr.
- 1607: Die Flucht der irischen Grafen Hugh O’Neill und Rory O’Donnell von der irischen Insel nach dem Neunjährigen Krieg beendet die gälische Aristokratie in Irland und ebnet den Weg für die Plantation of Ulster.
- 1752: Das Britische Weltreich führt den Gregorianischen Kalender ein. Auf den 2. Septemberjul. folgt in diesem Jahr der 14. September.
- 1793: In der Schlacht bei Pirmasens erleidet die französische Moselarmee eine schwere Niederlage gegen die Preußen.
- 1806: Said ibn Sultan wird zum alleinigen Herrscher von Muskat, Oman und Sansibar ernannt. Unter seiner Regierung erreicht der Oman seine größte Macht und Ausdehnung.
- 1808: In der Schlacht von Oravais während des Dritten Russisch-Schwedischen Krieges besiegt die russische Armee Schweden entscheidend, das sich daraufhin aus Finnland zurückziehen muss.
- 1812: Während seines Russlandfeldzuges zieht Napoléon kampflos in Moskau ein. Die sich zurückziehenden Russen legen an mehreren Stellen Feuer; der dadurch verursachte Großbrand zerstört in den folgenden Tagen weite Teile der Stadt.

1814: US-Flagge

- 1814: Im Britisch-Amerikanischen Krieg beschießt die Royal Navy Fort McHenry im Hafen von Baltimore, kann die Stadt jedoch nicht einnehmen. Die Schlacht inspiriert Francis Scott Key zu dem Gedicht The Star Spangled Banner.
- 1829: Der Friede von Adrianopel beendet den 7. Russisch-Türkischen Krieg und den Griechischen Unabhängigkeitskrieg.
- 1847: Im Mexikanisch-Amerikanischen Krieg besetzen die Vereinigten Staaten unter dem Kommando von Winfield Scott die mexikanische Hauptstadt Mexiko-Stadt.

1862: Namamugi-Zwischenfall

- 1862: Beim Namamugi-Zwischenfall werden mehrere britische Staatsbürger wegen mangelnder Ehrerbietung gegenüber ihrem Daimyō von japanischen Samurai angegriffen, einer von ihnen getötet und die anderen verletzt. Ein Jahr später führt das zur Bombardierung der Stadt Kagoshima durch die britische Marine.
- 1866: Das preußische Indemnitätsgesetz tritt in Kraft. Der seit 1859 schwelende Heeres- und Verfassungskonflikt ist damit beendet.
- 1893: Die brasilianische Flotte bombardiert nach einer Rebellion gegen Präsident Floriano Peixoto aus der Bucht von Guanabara die eigene Hauptstadt Rio de Janeiro und ihre Forts.

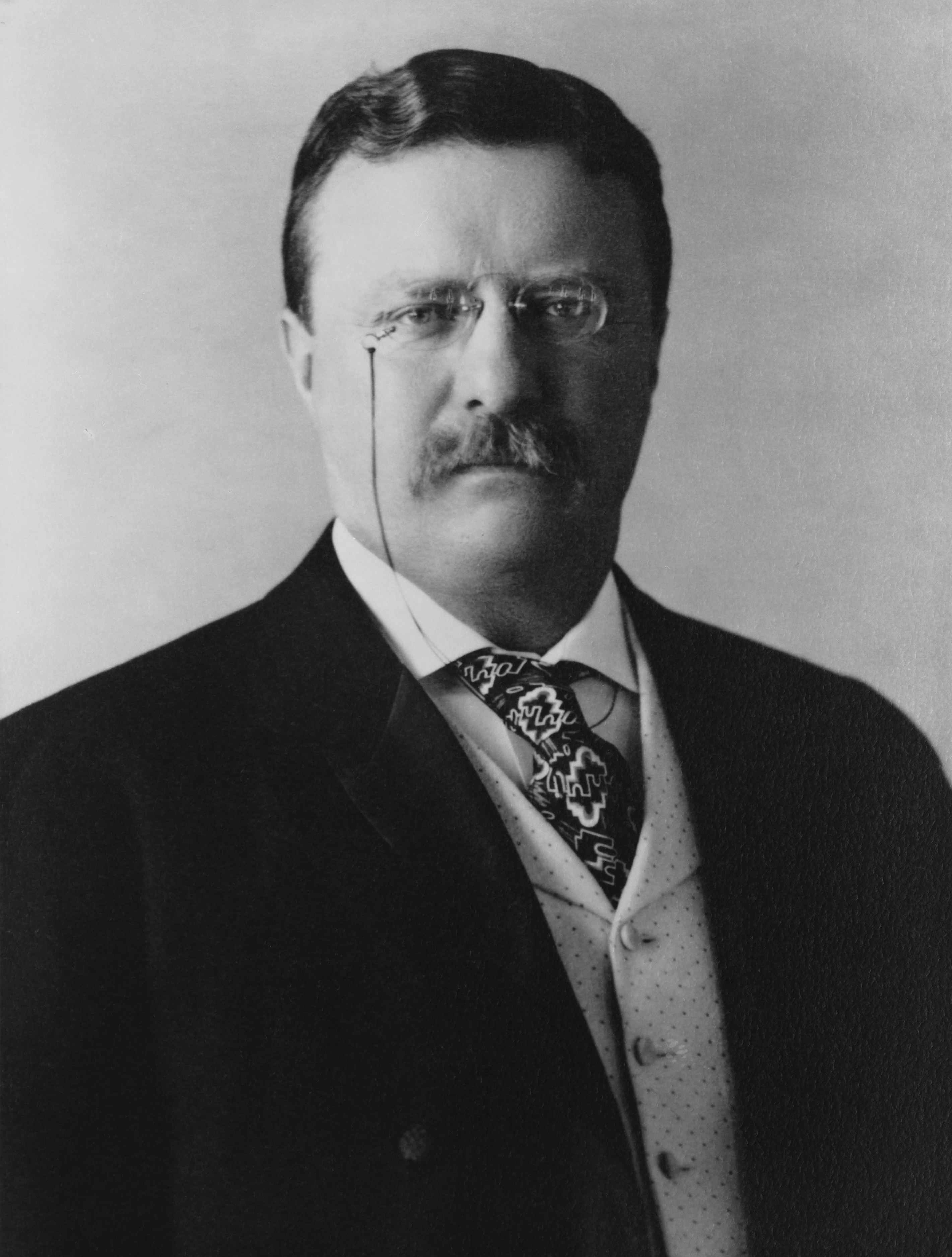
1901: Theodore Roosevelt

- 1901: Theodore Roosevelt wird im Alter von 42 Jahren als Nachfolger des ermordeten William McKinley Präsident der USA.
- 1911: Der russische Ministerpräsident Pjotr Stolypin wird bei einem Attentat schwer verletzt und stirbt vier Tage später.
- 1914: Erster Weltkrieg: Als Reaktion auf den Ausgang der Marneschlacht, durch den der vom Deutschen Reich erhoffte schnelle Sieg im Westen gescheitert ist, wird Generalstabschef Moltke durch Kriegsminister Erich von Falkenhayn ersetzt.
- 1917: Alexander Kerenski, Ministerpräsident der Provisorischen Regierung, ruft die von den radikalen Linken nach der Februarrevolution geforderte Russische Republik aus. Die Bolschewiki planen unterdessen einen Aufstand.
- 1930: Bei den Reichstagswahlen wird die NSDAP mit 18,3 % der abgegebenen Stimmen zweitstärkste Partei hinter der SPD.
- 1946: Die Bevölkerung der Färöer-Inseln entscheidet sich in einer Volksabstimmung mit knapper Mehrheit für die Unabhängigkeit; zwar erkennt Dänemark dies in der Folge nicht an, gewährt aber weitgehende Autonomie.
- 1958: Der deutsche Bundeskanzler Konrad Adenauer und Frankreichs Staatspräsident Charles de Gaulle beenden bei ihrem ersten Treffen die „Erbfeindschaft“ zwischen beiden Ländern.
- 1960: Die OPEC (Organization of Petroleum Exporting Countries) wird in Bagdad gegründet. Gründungsmitglieder sind Irak, Iran, das Emirat Kuwait, Saudi-Arabien und Venezuela.
- 1960: Mobutu Sese Seko übernimmt mit Hilfe der Armee die Macht im Kongo und stürzt Ministerpräsident Patrice É. Lumumba.
- 1972: Die Ostpolitik unter Bundeskanzler Willy Brandt führt rund 27 Jahre nach dem Ende des Zweiten Weltkriegs zur Aufnahme diplomatischer Beziehungen zwischen der Bundesrepublik Deutschland und Polen. Innenpolitisch gibt es weiterhin Diskussionen über den Verzicht auf die Gebiete östlich der Oder-Neiße-Linie. Sechs Tage später stellt Brandt im Bundestag die Vertrauensfrage.
- 1975: In der Siedlung Te Hapua beginnt auf der Nordinsel Neuseelands der Māori-Landmarsch. Mit der 29 Tage dauernden Aktion protestieren die Nachkommen der Ureinwohner gegen Enteignungen, Landnahme und Verkäufe von Māori-Land.
- 1979: Hafizullah Amin stürzt Präsident Nur Muhammad Taraki und wird Präsident von Afghanistan.

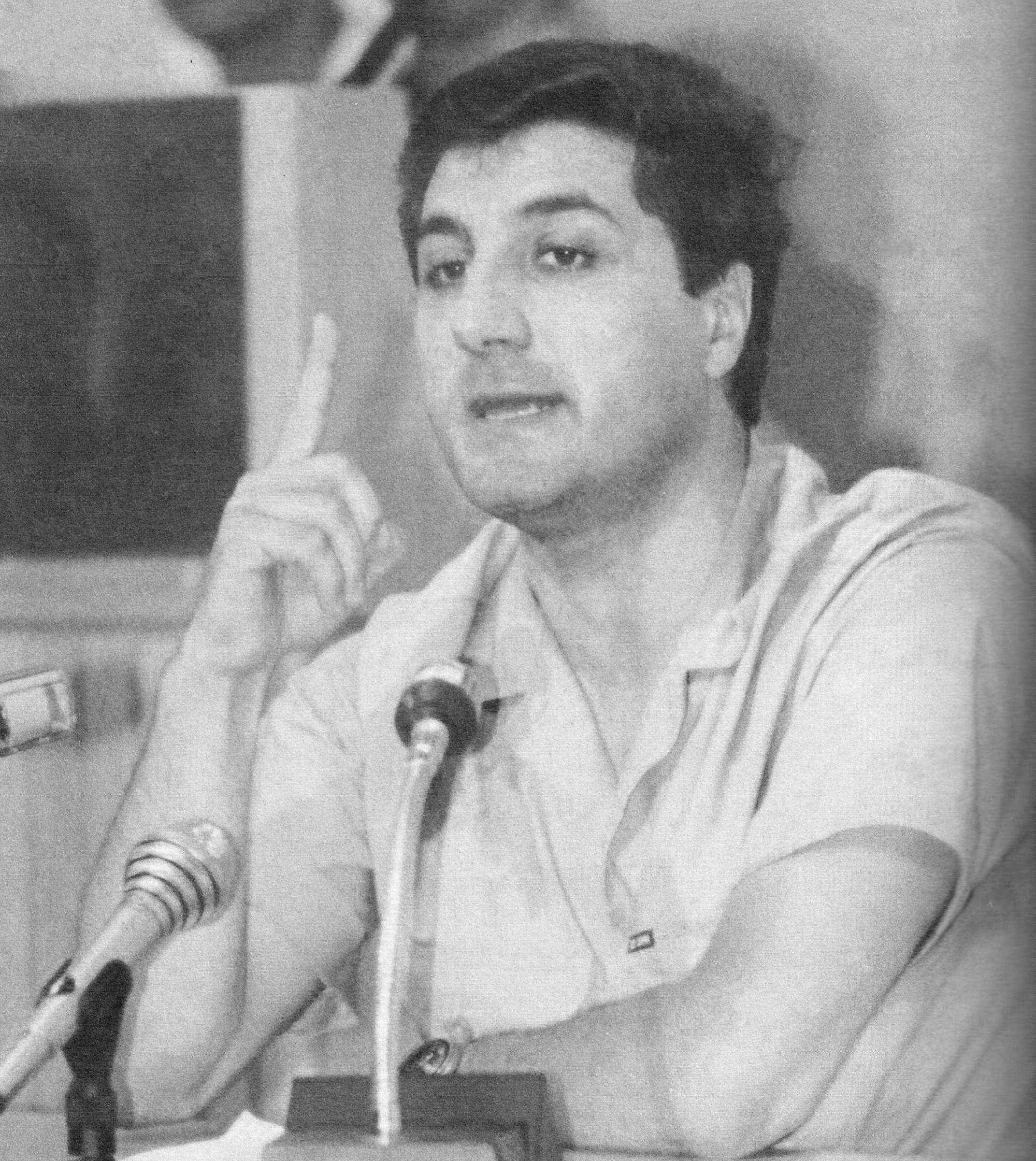
1982: Bachir Gemayel

- 1982: Bachir Gemayel, der am 23. August demokratisch von der Mehrheit des Parlaments zum Präsidenten des Libanon gewählt worden ist, wird ermordet.
- 2003: Bei einer Volksabstimmung in Estland befürwortet eine Mehrheit von 66,9 % den Beitritt zur EU.
- 2003: Bei einem Militärputsch in Guinea-Bissau wird Kumba Ialá von Veríssimo Correia Seabra gestürzt, der umgehend Demokratisierungsmaßnahmen einleitet.
- 2003: Bei einem Referendum in Schweden wird die von der Regierung vorgeschlagene Einführung des Euro mit 56,2 % abgelehnt.

### Wirtschaft
- 1770: In Dänemark wird durch den Minister Johann Friedrich Struensee die unbeschränkte Preßfreiheit eingeführt.
- 1945: In Frankfurt am Main findet die erste Börsenversammlung einer deutschen Börse nach dem Krieg statt.
- 2001: Die im australischen Inlandsverkehr starke Fluggesellschaft Ansett Australia muss wegen geringerer Passagierzahlen nach den Terroranschlägen in den USA ihren Flugverkehr einstellen. Ihre Insolvenz ist die Folge.

- 2005: Die US-amerikanischen Fluggesellschaften Delta und Northwest beantragen Insolvenz nach Chapter 11.
- 2007: Die SCO Group teilt ihre Insolvenz nach dem verlorenen Rechtsstreit über die Besitzansprüche am Quellcode von Linux mit.

### Wissenschaft und Technik
- 1922: Forscher des US Naval Aircraft Radio Laboratory (Anacostia, USA) entdecken die Reflexion der Funksignale an Gebäuden aus Eisenbeton. Diese Erkenntnis ist grundlegend für die spätere Entwicklung der Radartechnik.
- 1929: Die Eiserne Lunge wird erstmals von dem amerikanischen Ingenieur Philip Drinker vorgestellt.
- 1938: Der letzte große Zeppelin, das Starrluftschiff LZ 130 „Graf Zeppelin II“ macht seine Jungfernfahrt unter der Führung von Hugo Eckener von Friedrichshafen über München, Augsburg und Ulm und wieder zurück.
- 1953: Der Sexualforscher Alfred Charles Kinsey löst mit dem zweiten Kinsey-Report Das sexuelle Verhalten der Frau einen Sturm der moralischen Entrüstung aus.
- 1956: Mit der IBM 350 wird die erste magnetische Festplatte vorgestellt. Sie ist Bestandteil des Computers IBM 305 RAMAC.
- 1958: Zwei Raketen des deutschen Konstrukteurs Ernst Mohr stoßen bei ihren Starts im Cuxhavener Wattengebiet als erste deutsche Flugkörper der Nachkriegszeit in die Hochatmosphäre vor.
- 1990: Offizieller Start des weltweiten Humangenomprojekts.
- 1990: In den USA wird die erste gentherapeutische Behandlung an einem vierjährigen Mädchen durchgeführt.
- 2015: Die Laserdetektoren von Livingston (Louisiana) und Hanford (Washington) belegen mit der erstmaligen Messung von Gravitationswellen einen von Albert Einstein vorhergesagten Effekt der Allgemeinen Relativitätstheorie. Die Ergebnisse werden am 11. Februar 2016 auf einer Pressekonferenz des LIGO (Laser-Interferometer-Gravitationswellen-Observatorium) bestätigt.

### Kultur
- 1665: Im Schloss Versailles findet vor König Ludwig XIV. die Uraufführung der Komödie L’Amour médecin statt. In dieser Balletkomödie kommt es erstmals zu einer ausgedehnten Zusammenarbeit zwischen dem Autor Molière und dem Komponisten Jean-Baptiste Lully.
- 1782: Die Uraufführung der Oper Fra due Littiganti il terzo gode von Giuseppe Sarti findet am Teatro alla Scala in Mailand statt.
- 1842: Queen Victoria und Prinz Albert besuchen das mystische Hawthornden Castle, bekannt als „Quelle der englischen Literatur“.

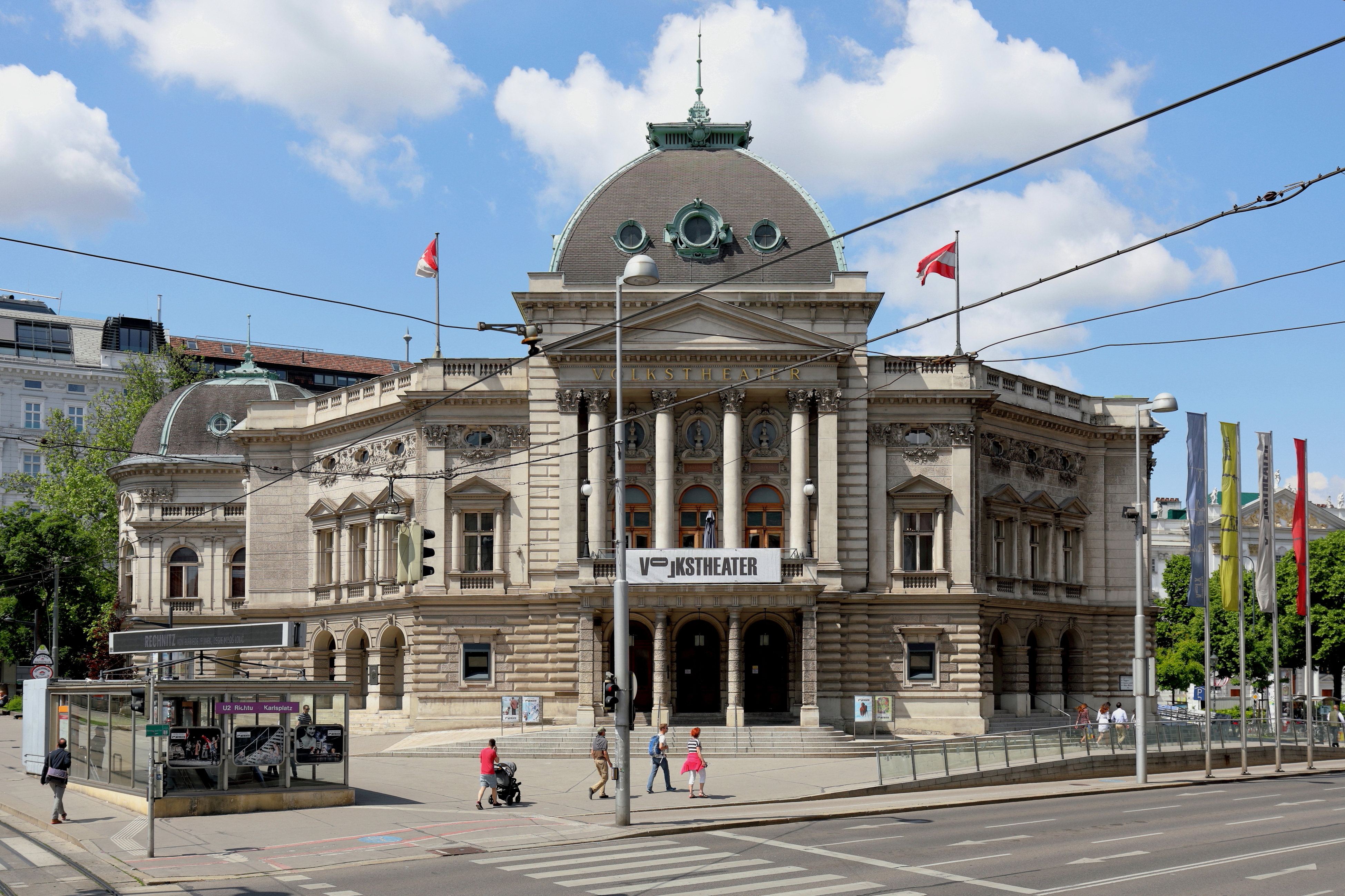
1889: Volkstheater

- 1889: Das Volkstheater in Wien wird unter dem Namen Deutsches Volkstheater mit Ludwig Anzengrubers Bühnenstück Der Fleck auf der Ehr eröffnet.
- 1923: Die Uraufführung der Operette Ein Märchen aus Florenz von Ralph Benatzky findet am Johann Strauß-Theater in Wien statt.
- 1967: In New York wird mit dem Abriss des Singer Building begonnen, obwohl das Gebäude als eine bauliche Ikone der Stadt gilt.
- 1973: In Westdeutschland startet der Musicalfilm Der verlorene Horizont (OT: Lost Horizon), der zu den größten Flops der Kino-Geschichte zählt.
- 1975: Rembrandt van Rijns Gemälde Die Nachtwache wird im Amsterdamer Rijksmuseum von einem Mann mit einem Messer attackiert und erheblich beschädigt.
- 1993: Berlin erwirbt den Nachlass der Filmschauspielerin Marlene Dietrich für rund acht Millionen Mark.

### Religion

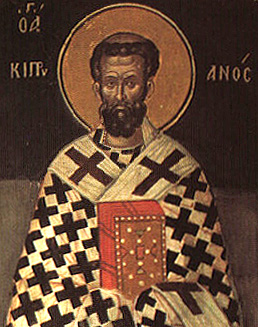
258: Cyprian von Karthago

- 0258: Der Bischof von Karthago, Cyprian von Karthago, wird während der Christenverfolgungen unter Kaiser Valerian öffentlich enthauptet.
- 1224: Auf dem Berg Alverna im Apennin erhält Franz von Assisi in einer Fastenperiode seine Stigmatisation.
- 1714: Die Jüdische Gemeinde in Berlin weiht ihr errichtetes Gotteshaus ein. Der Bau von Synagogen war im Land in der Zeit davor verboten.
- 1886: In der Enzyklika Pergrata nobis steht die römisch-katholische Kirche in Portugal im Mittelpunkt der Betrachtungen Papst Leos XIII. Er fordert die portugiesische Regierung auf, der Kirche den ihr kraft Naturrechts zustehenden staatlichen Schutz zu gewähren.
- 1964: Die Dritte Sitzungsperiode des Zweiten Vatikanischen Konzils beginnt.
- 1965: Die Vierte Sitzungsperiode des Zweiten Vatikanischen Konzils beginnt.

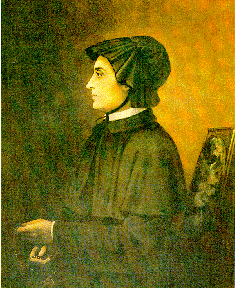
1975: Elisabeth Ann Bayley Seton

- 1975: Papst Paul VI. erhebt mit der Heiligsprechung Elizabeth Ann Seton, die Gründerin des Ordens Sisters of Charity, zur ersten Heiligen aus den Vereinigten Staaten.
- 1981: Die Enzyklika Laborem exercens von Papst Johannes Paul II. befasst sich mit dem arbeitenden Menschen. Sie beschreibt Standpunkte zum Wert der Arbeit und der Beteiligung der Arbeitnehmer an Produktionsmitteln, Leitung und Ertrag eines Unternehmens auf der Basis der katholischen Soziallehre.
- 1998: Mit der Enzyklika Fides et ratio (Glaube und Vernunft) wendet sich Papst Johannes Paul II. an die Bischöfe der katholischen Kirche. Nicht jede Philosophie sei mit dem Christentum vereinbar, lautet eine Botschaft.
- 2007: Das Motu proprio „Summorum Pontificum“ von Papst Benedikt XVI. tritt in Kraft. Die Liturgie kann in all ihren Ausdrucksweisen nach den Büchern Johannes XXIII. als außerordentliche Form des Römischen Ritus gefeiert werden.

### Katastrophen
- 1509: Ein Erdbeben zerstört Teile von Konstantinopel und fordert etwa 13.000 Tote.
- 1988: Hurricane Gilbert trifft mit Windspitzen von 295 km/h, dem dritthöchsten je gemessenen Wert auf Mexiko, wo er über 200 Menschenleben fordert. Auch in den angrenzenden mittelamerikanischen Ländern und den USA sind Tote zu beklagen.

Kleinere Unglücksfälle sind in den Unterartikeln von Katastrophe und in der Liste von Katastrophen aufgeführt.

### Natur und Umwelt
- 1973: In Lettland wird mit dem Nationalpark Gauja der erste Nationalpark im Lande errichtet.

### Sport
- 1878: Der Deutsche Sportverein Hannover wird als Deutscher Fußball-Verein Hannover gegründet. Er spielt Rugby und ist der älteste deutsche Rasensportverein.
- 1901: In der Londoner Prinz-Albert-Hall findet der erste Bodybuilding-Wettbewerb (The Great Competition), organisiert von Eugen Sandow, statt.

1991: Wolfgang Güllich

- 1991: Wolfgang Güllich eröffnet mit Action Directe den XI. Schwierigkeitsgrad im Klettern.
- 2000: Juan Antonio Samaranch gibt nach 20 Jahren sein Amt als Präsident des IOC auf.
- 2008: Der 21-jährige deutsche Rennfahrer Sebastian Vettel der Scuderia Toro Rosso avanciert mit seinem Sieg beim Großen Preis von Italien zum jüngsten Grand-Prix-Gewinner in der Formel-1-Geschichte.

Einträge von Leichtathletik-Weltrekorden befinden sich unter der jeweiligen Disziplin unter Leichtathletik.

## Geboren

### Vor dem 18. Jahrhundert
- 0208: Diadumenianus, Sohn des römischen Kaisers Macrinus
- 1384: Efrem von Nea Makri, griechischer Märtyrer
- 1430: John Grey, 2. Baron Grey of Codnor, englischer Adeliger
- 1467: Hamman von Holzhausen, Frankfurter Patrizier, Ratsherr und Bürgermeister
- 1485: Anna von Mecklenburg, Landgräfin von Hessen
- 1486: Heinrich Cornelius Agrippa von Nettesheim, deutscher Universalgelehrter, Theologe, Jurist, Arzt und Philosoph
- 1502: Ludwig II., Pfalzgraf und Herzog von Pfalz-Zweibrücken
- 1531: Philipp Apian, deutscher Mathematiker, Mediziner und Kartograph von Altbayern
- 1543: Claudio Acquaviva, italienischer Generalsuperior der Societas Jesu (Jesuiten)

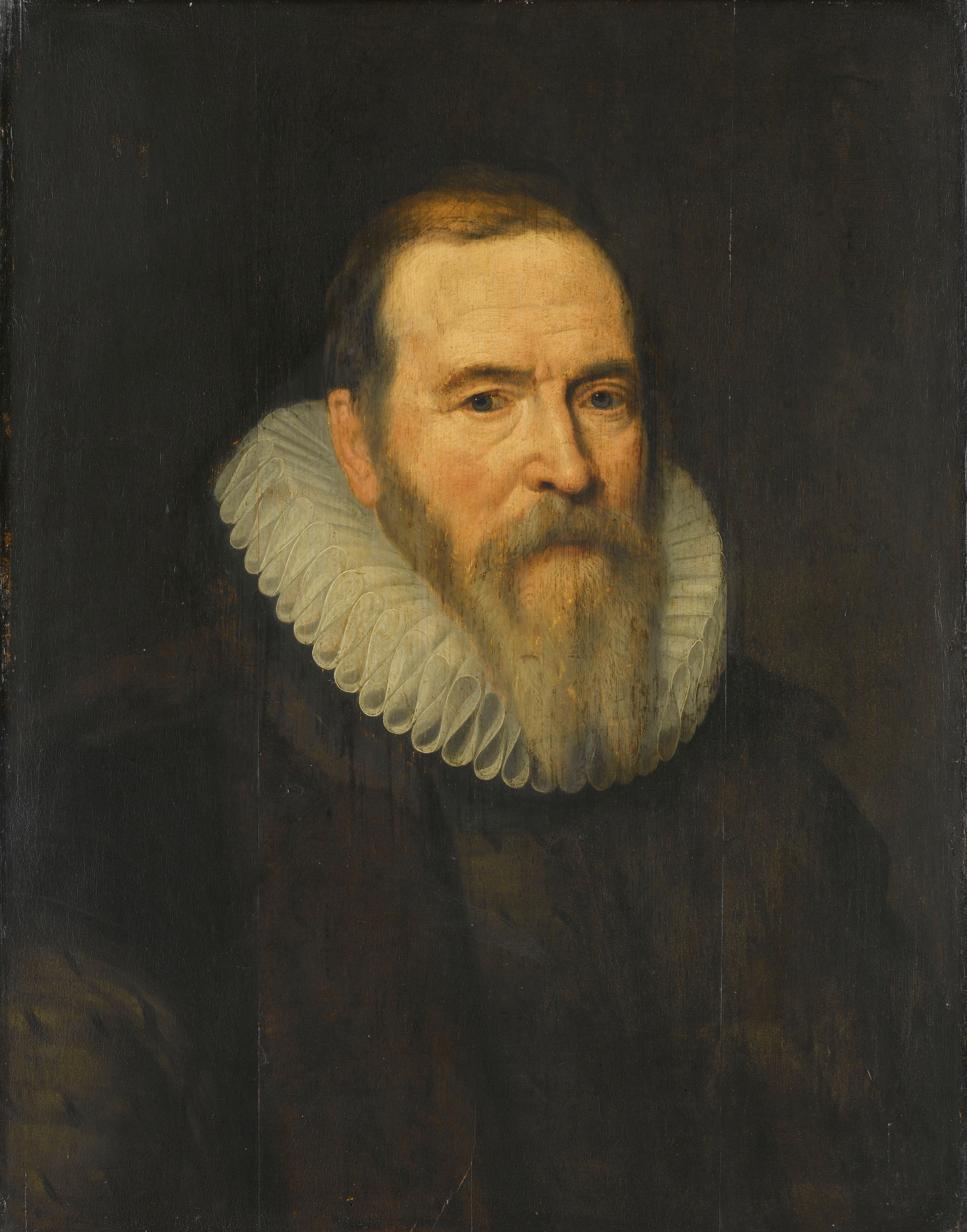
Johan van Oldenbarnevelt (* 1547)

- 1547: Johan van Oldenbarnevelt, niederländischer Staatsmann und Diplomat
- 1580: Francisco de Quevedo, spanischer Schriftsteller und Satiriker
- 1585: Alexandre I. de Bournonville, französisch-niederländischer Militär und Diplomat in habsburgischen Diensten
- 1588: Josua Stegmann, deutscher Theologe und Kirchenliederdichter
- 1616: Philips Angel van Middelburg, niederländischer Stillleben-Maler
- 1618: Peter Lely, englischer Maler niederländischer Herkunft
- 1632: Franz Hyazinth, Sohn des Herzogs von Savoyen, Vittorio Amadeo I. und dessen Ehefrau Christina von Frankreich
- 1648: Caspar Neumann, deutscher evangelischer Pfarrer, Kircheninspektor und Kirchenlieddichter, gilt als Vertreter der Politischen Arithmetik und Wegbereiter der Bevölkerungsstatistik
- 1665: Jean-Baptiste Colbert, marquis de Torcy, französischer Diplomat und Außenminister
- 1677: Salomon Deyling, deutscher evangelischer Theologe
- 1698: Charles du Fay, französischer Wissenschaftler und Superintendent der königlichen Gärten in Frankreich
- 1700: Johann Michael Franz, deutscher Kartograf und Geograf

### 18. Jahrhundert

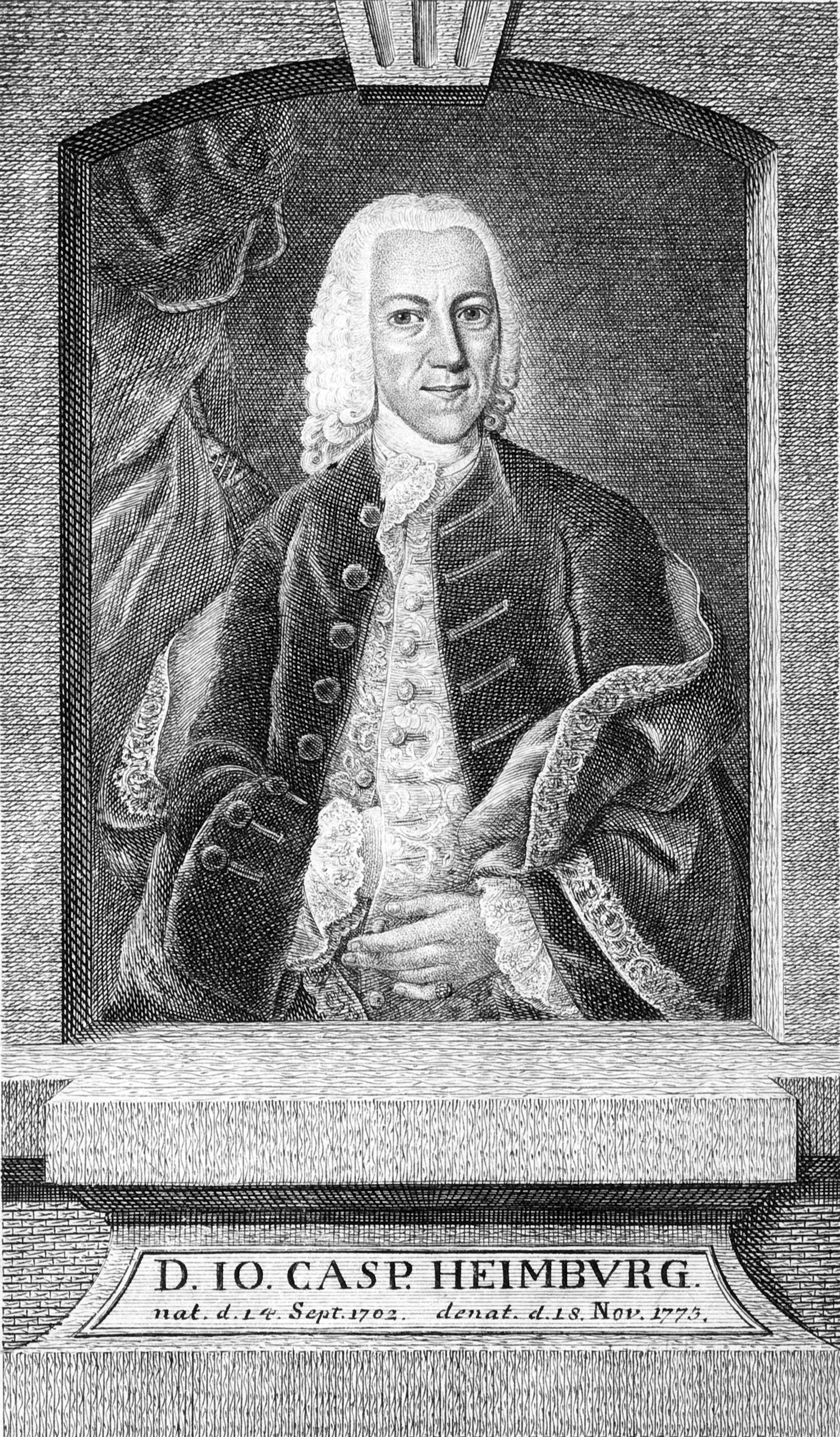
Johann Caspar Heimburg (* 1702)
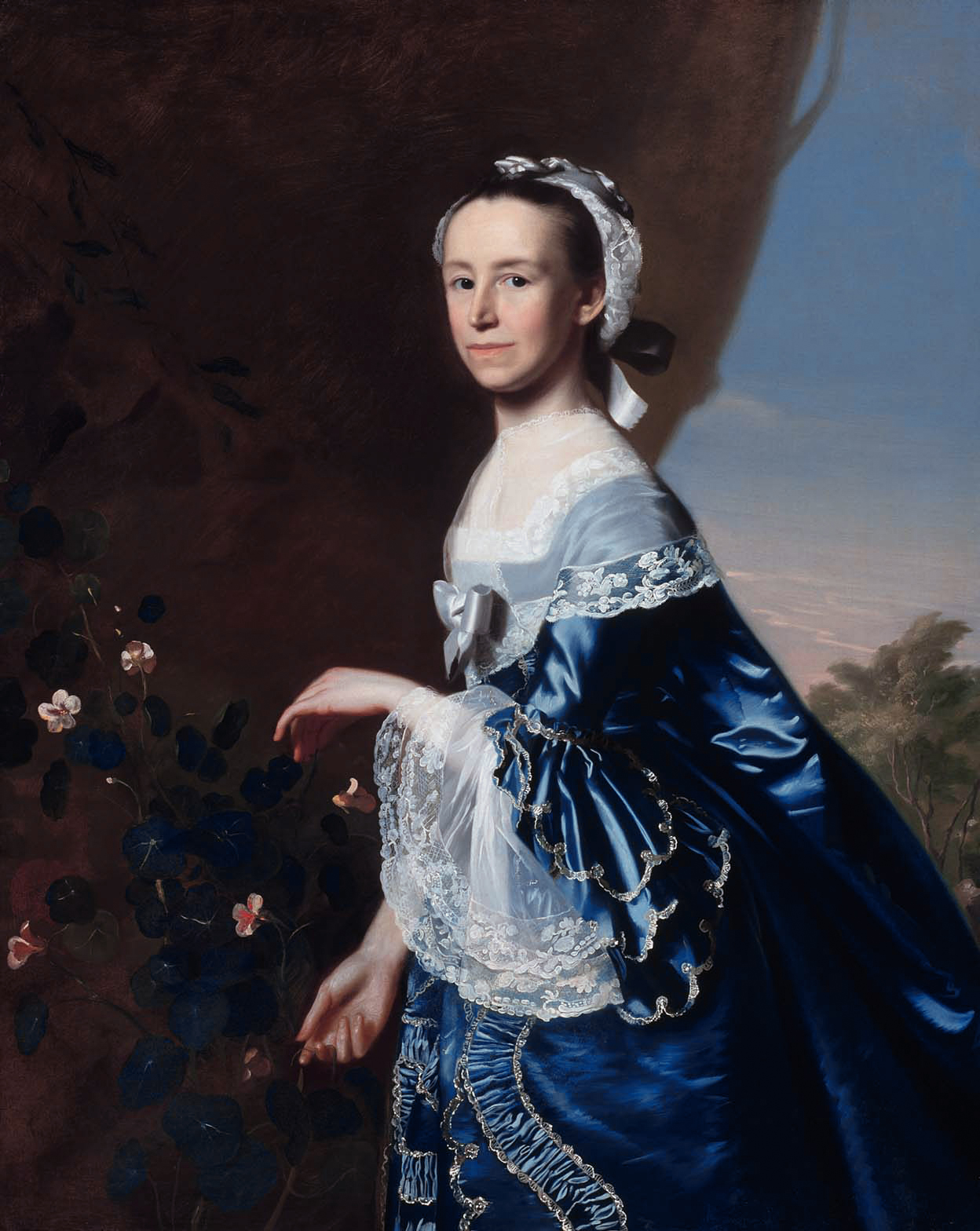
Mercy Otis Warren (* 1728)
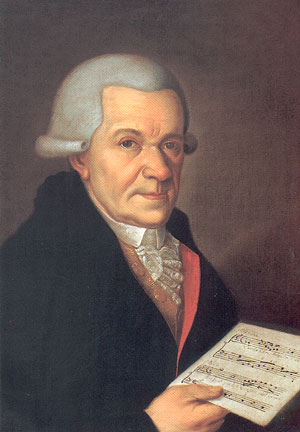
Michael Haydn (* 1737)
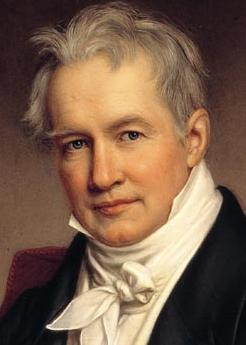
Alexander von Humboldt (* 1769)

- 1701: Maurus Xaverius Herbst, deutscher Benediktiner und Abt des Klosters Plankstetten

- 1702: Johann Caspar Heimburg, deutscher Rechtswissenschaftler
- 1704: Johann Adam, deutscher Bratschist und Komponist
- 1718: Carl Friedrich Hatzfeldt zu Gleichen, österreichischer Staatsmann
- 1721: Eliphalet Dyer, Delegierter von Connecticut im Kontinentalkongress
- 1722: Basilius Christian Bernhard Wiedeburg, deutscher Mathematiker
- 1724: Ignaz Vitzthumb, österreichischer Komponist
- 1728: Mercy Otis Warren, US-amerikanische Schriftstellerin
- 1731: Johann August Tabor, deutscher Kaufmann und Bankier
- 1735: Robert Raikes, britischer Sozialreformer
- 1737: Michael Haydn, deutsch-österreichischer Komponist
- 1741: Robert Eden, 1. Baronet (of Maryland), letzter britischer Kolonialgouverneur von Maryland
- 1742: James Wilson, US-amerikanischer Rechtstheoretiker und Gründervater
- 1743: Christian Benjamin Geißler, Wortführer des Sächsischen Bauernaufstands von 1790
- 1747: Carl Ludwig Traugott Glaeser, deutscher Komponist und Kirchenmusiker
- 1757: Jean-Jacques Lequeu, französischer Architekt
- 1760: Luigi Cherubini, italienischer Komponist
- 1761: Pavel Mašek, tschechischer Komponist
- 1764: Ludwig Ferdinand Huber, deutscher Schriftsteller, Übersetzer und Journalist
- 1766: Johann Heinrich Rothpletz, Schweizer Politiker
- 1767: Johann Kaspar Gensler, deutscher Rechtswissenschaftler
- 1768: Johann Karl Fetzer, Schweizer Politiker
- 1769: Alexander von Humboldt, deutscher Naturforscher und Entdecker
- 1772: Josef Alois Gleich, österreichischer Beamter und Theaterdichter
- 1773: Johann Conrad Fischer, Schweizer Metallurge und Begründer der Georg Fischer AG
- 1773: Charles Lefebvre-Desnouettes, französischer General
- 1774: William Cavendish-Bentinck, britischer General und Staatsmann
- 1775: Johann David Naumann, preußischer Jurist
- 1779: Friedrich Gottlob Wetzel, deutscher Schriftsteller der Romantik
- 1782: Christian Magnus Falsen, norwegischer Politiker
- 1783: Siegmund Anczyc, polnischer Theaterschauspieler und -direktor
- 1783: Gaspard Gourgaud, französischer General
- 1783: Henry Johnson, US-amerikanischer Politiker, Gouverneur von Louisiana, Kongressabgeordneter
- 1791: Franz Bopp, deutscher Sprachwissenschaftler und Sanskritforscher
- 1792: Gino Capponi, italienischer Politiker, Historiker und Dichter

### 19. Jahrhundert

#### 1801–1850

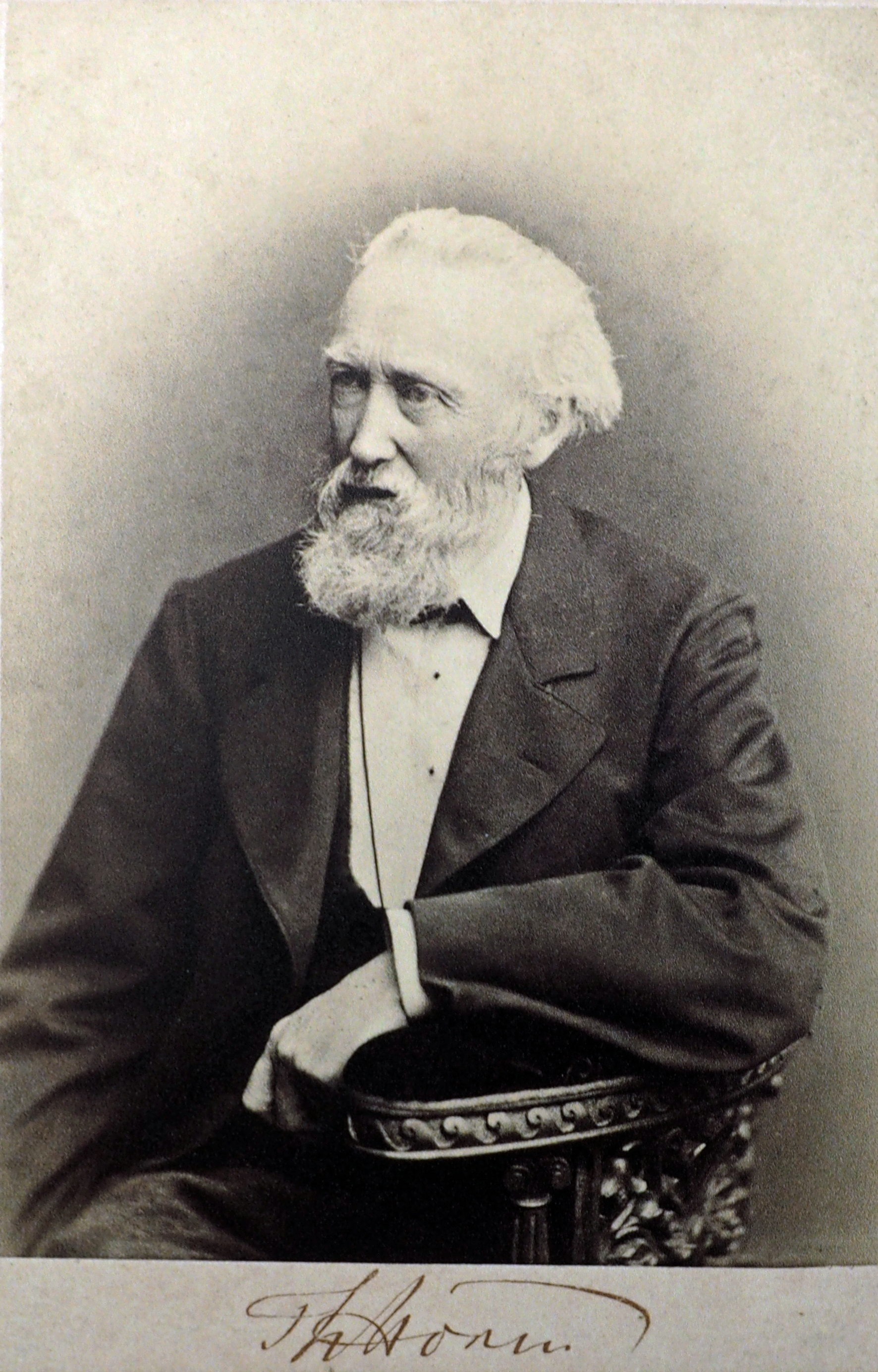
Theodor Storm (* 1817)

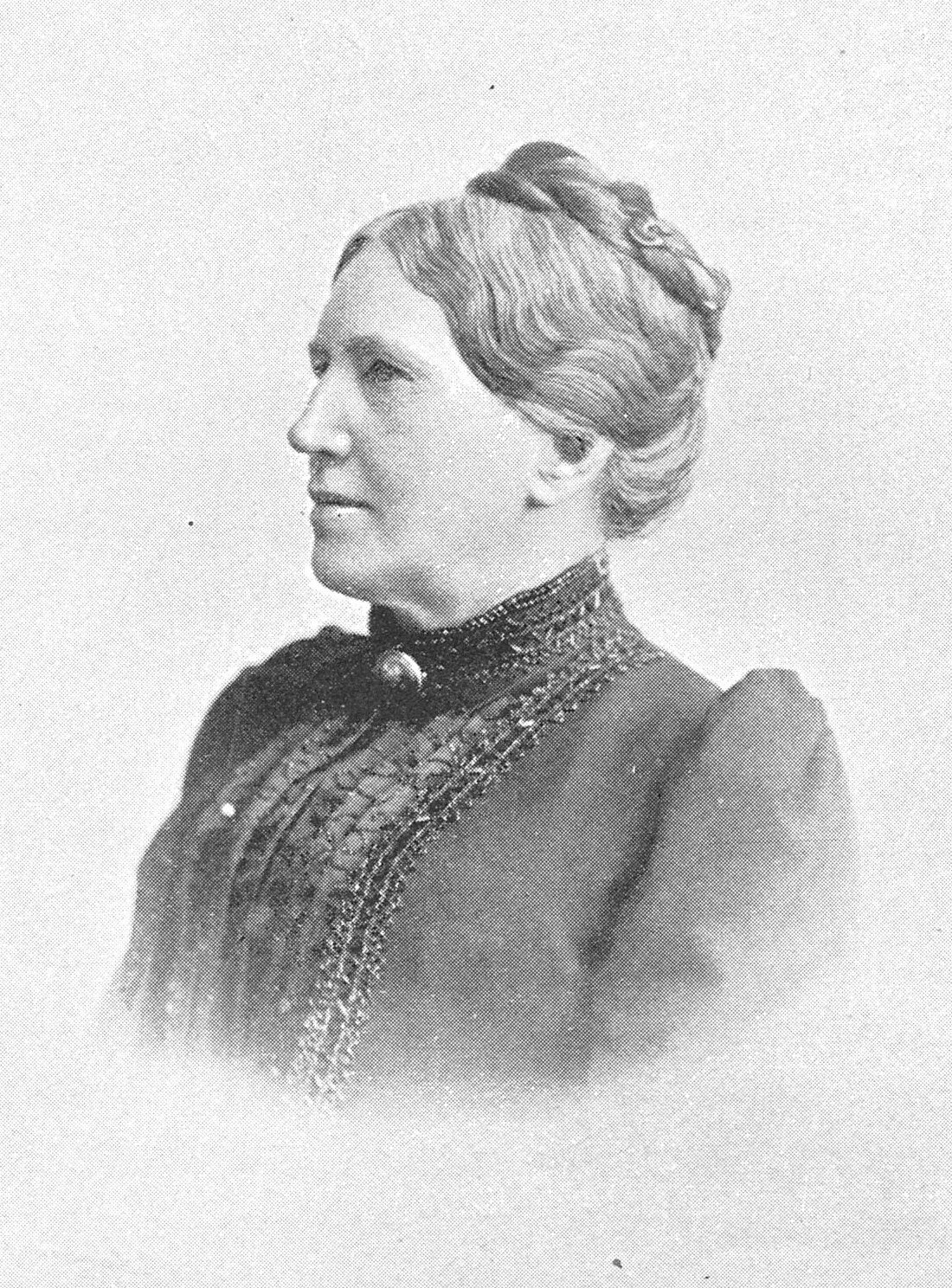
Henriette Schrader-Breymann (* 1827)

- 1804: John Gould, britischer Ornithologe und Tiermaler
- 1808: Georg Friedrich Kolb, deutscher Verleger, Publizist und Politiker, Mitglied der Frankfurter Nationalversammlung
- 1809: Hermann Marggraff, deutscher Schriftsteller, Journalist und Literaturkritiker
- 1811: Marie Moke-Pleyel, französisch-belgische Pianistin
- 1814: William Shepperd Ashe, US-amerikanischer Politiker
- 1814: Johann Jakob Kieffer, deutscher Keramiker, Historien- und Porträtmaler
- 1817: Stephan von Österreich, Erzherzog von Österreich
- 1817: Theodor Storm, deutscher Jurist und Schriftsteller
- 1818: José Güell y Renté, kubanisch-spanischer Politiker und Schriftsteller
- 1820: Václav Levý, tschechischer Bildhauer
- 1824: Heinrich von Nathusius, deutscher Politiker und Züchter
- 1825: Georg Michael Pachtler, deutscher Jesuit, Theologe, Priester und Pädagoge
- 1827: Hermann Krone, deutscher Fotograf, Wissenschaftler und Publizist
- 1827ː Henriette Schrader-Breymann, deutsche Pädagogin, Gründerin von Bildungs- und Erziehungsinstitutionen
- 1828: Moritz Gröbe, deutscher Bauunternehmer und Industrieller

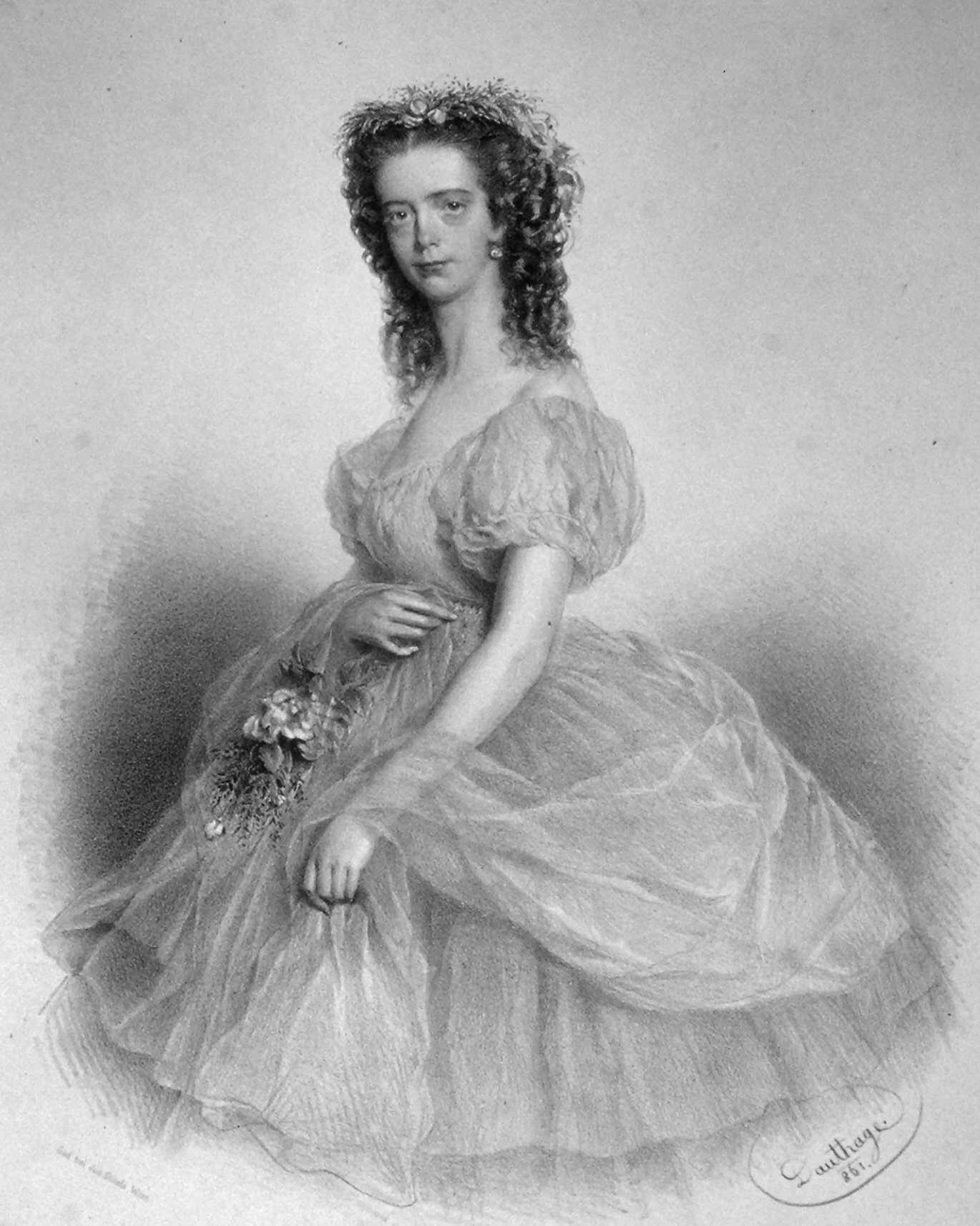
Katharina Lanner (* 1829)

- 1829: Katharina Lanner, österreichische Tänzerin und Ballettmeisterin
- 1831: Marie François Joseph de Miribel, französischer General
- 1835ː Ellen Hamlin, Frau des Vizepräsidenten der Vereinigten Staaten
- 1836: Pierre Montée, französischer Literaturwissenschaftler
- 1836: Alfred P. Swineford, US-amerikanischer Politiker, Demokrat
- 1837: Maria Anna von Anhalt-Dessau, Prinzessin und drittes Kind von Herzog Leopold Friedrich von Anhalt-Dessau
- 1840: Ernst Wenzel, deutscher Mediziner und Hochschullehrer
- 1840: George Elbridge Whiting, US-amerikanischer Komponist und Organist
- 1843ː Julie Bergmann, deutsche Theaterschauspielerin
- 1843ː Lola Rodríguez de Tió, puerto-ricanische Dichterin
- 1847: William Edward Ayrton, britischer Physiker
- 1847: Wilhelm Effmann, deutscher Architekt und Bauhistoriker
- 1848: Adolf Albin, rumänischer Schachmeister und Theoretiker
- 1848: Filippo Camassei, Patriarch von Jerusalem und Kardinal der römisch-katholischen Kirche

#### 1851–1900

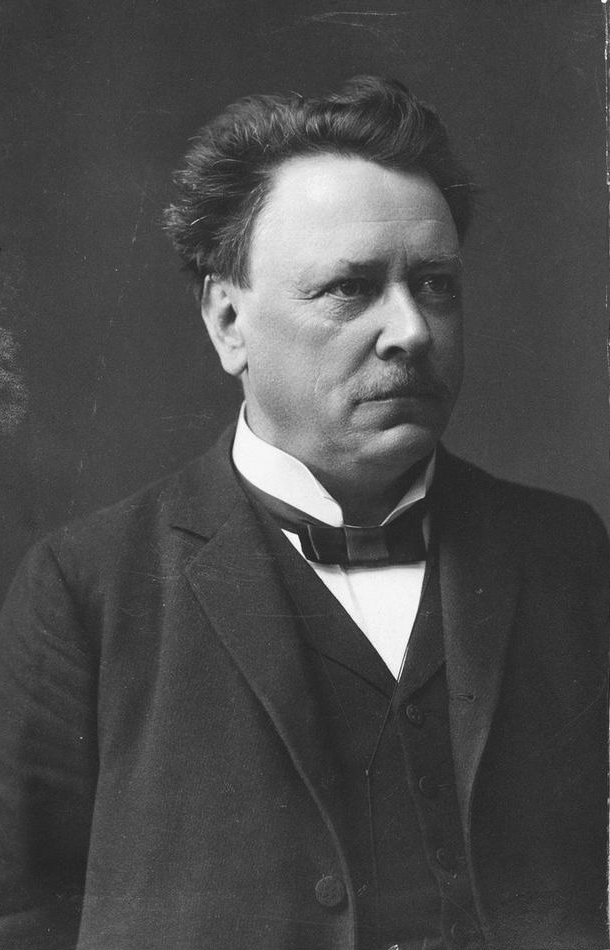
Marc Ruchet (* 1853)

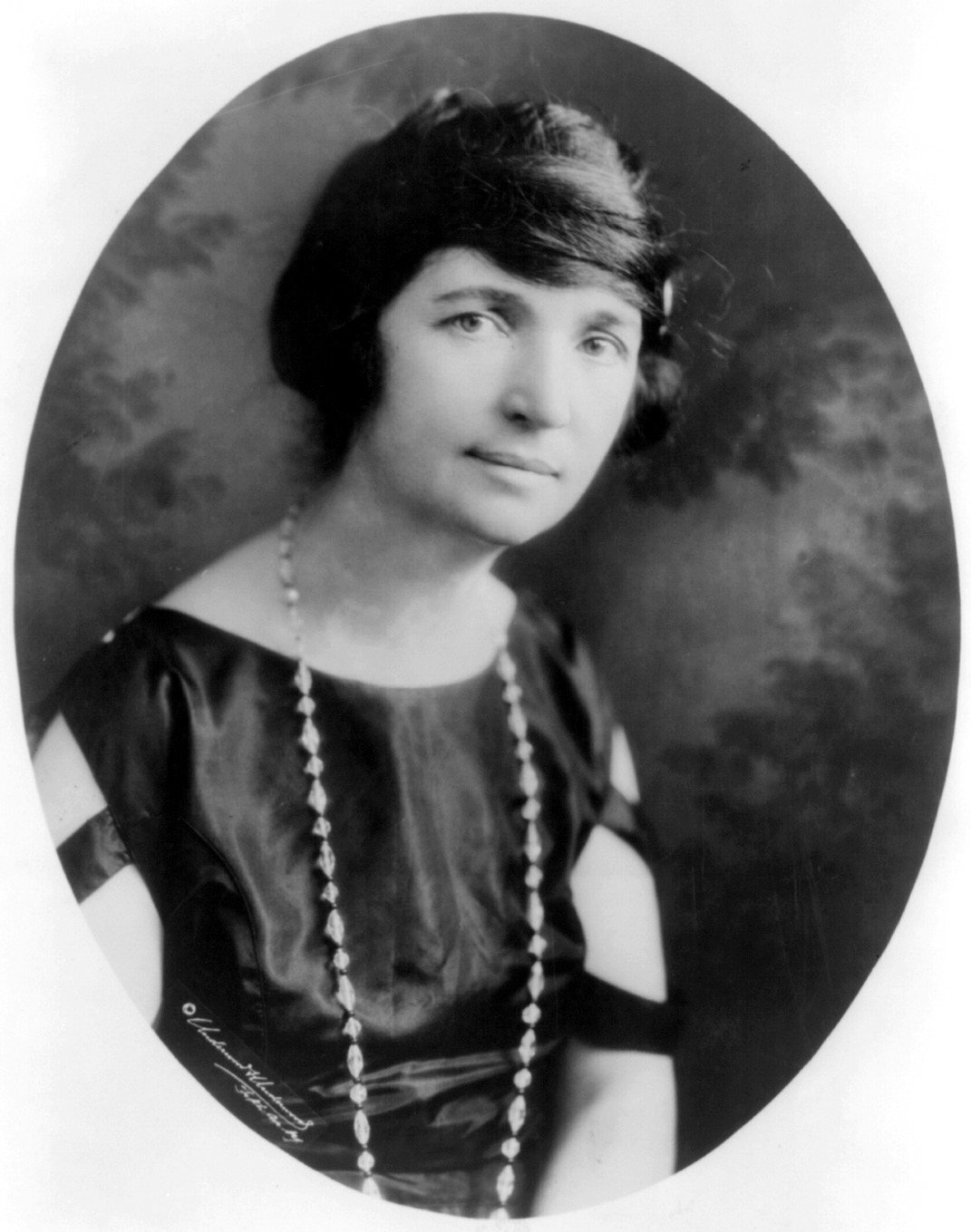
Margaret Sanger (* 1879)

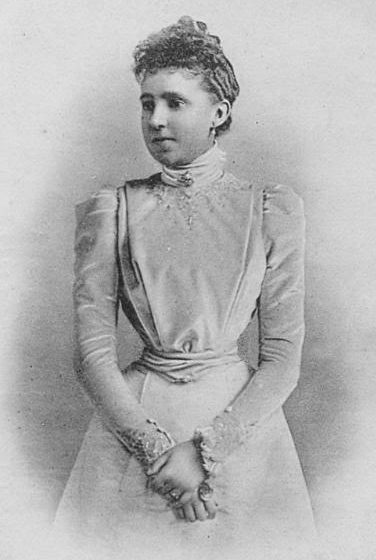
María de las Mercedes de Borbón (* 1880)

- 1852: Joseph Franz Bittner, deutscher Orgelbauer
- 1852: Simo Matavulj, serbischer Schriftsteller
- 1853: Marc Ruchet, Schweizer Politiker, Bundesrat, Bundespräsident
- 1857: Alice Stone Blackwell, US-amerikanische Journalistin und Frauenrechtlerin
- 1859: Hans von Arnim, deutscher Altphilologe
- 1859: Jānis Čakste, lettischer Politiker, erster Staatspräsident nach der Unabhängigkeit
- 1860: Friedrich Hermann Löscher, deutscher Pfarrer und Heimatforscher
- 1861: Carl von Weinberg, deutscher Industrieller und Mäzen
- 1862: Eugen Ehrlich, österreichischer Rechtssoziologe
- 1864: Robert Cecil, 1. Viscount Cecil of Chelwood, britischer Politiker und Diplomat, Minister, Friedensnobelpreisträger
- 1871: Karl Joseph Schulte, deutscher Geistlicher, Bischof von Paderborn, Erzbischof von Köln, Kardinal
- 1875: Edith von Bonin, deutsche Malerin
- 1875: Jacob Koerfer, deutscher Architekt
- 1876ː Therese Behr-Schnabel, deutsche Sängerin
- 1876: César Klein, deutscher Maler, Grafiker und Bühnenbildner
- 1876ː Kathleen O’Connor, australische Malerin
- 1876ː Elisabeth Wolff-Zimmermann, deutsche Malerin und Grafikerin
- 1877ː Annie Kalmar, deutsche Theaterschauspielerin
- 1877: Leonhard Seppala, norwegischer Musher und Hundezüchter
- 1879: Albert Amann, badischer Politiker, MdL
- 1879: Karl Becker, deutscher General, Ballistiker und Wehrwissenschaftler
- 1879: Margaret Sanger, US-amerikanische Frauenrechtlerin
- 1880: Paul Fechter, deutscher Theaterkritiker, Redakteur und Schriftsteller
- 1880: Archie Hahn, US-amerikanischer Leichtathlet, Olympiasieger
- 1880: María de las Mercedes de Borbón, spanische Prinzessin und durch Heirat Prinzessin von Neapel und beider Sizilien
- 1882: Harald Fryklöf, schwedischer Organist, Musikpädagoge und Komponist
- 1882: Marjorie Pickthall, englisch-kanadische Schriftstellerin
- 1883: Gottfried Bohnenblust, Schweizer Hochschullehrer, Germanist, Literaturhistoriker, Komponist und Schriftsteller
- 1883: Martin Dibelius, deutscher Theologe
- 1883: Richard Gerstl, österreichischer Maler
- 1885: Carl de Vogt, deutscher Schauspieler
- 1885: Ludwig Hilberseimer, deutscher Architekt und Stadtplaner
- 1886: Erich Hoepner, deutscher General und Widerstandskämpfer

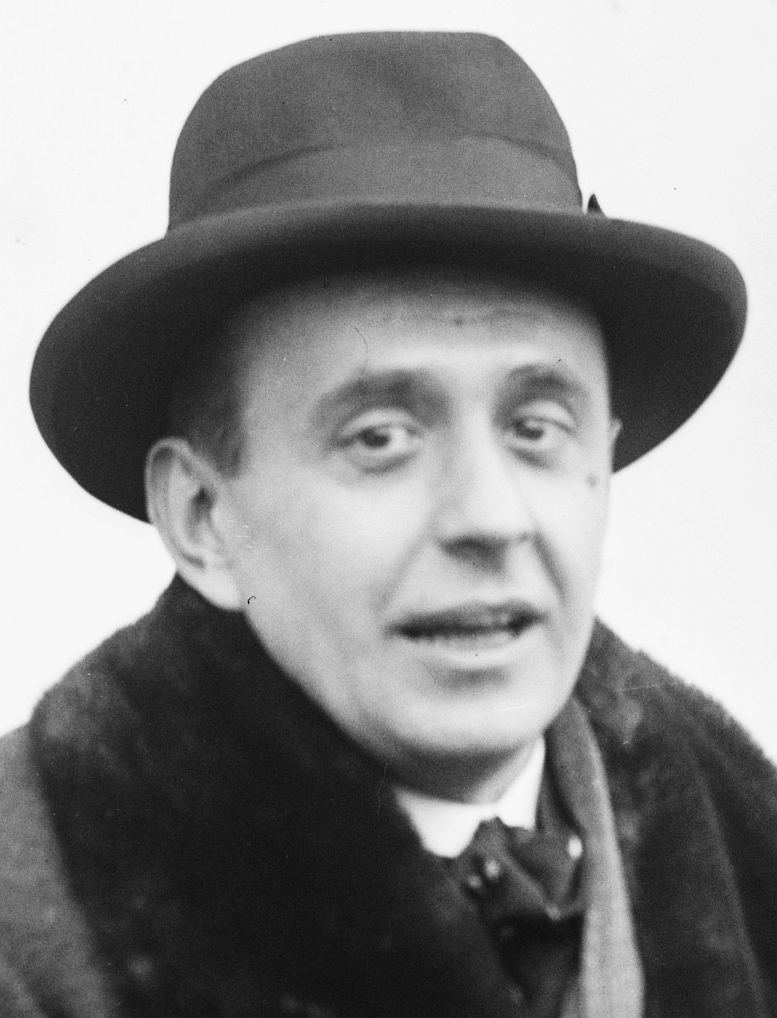
Jan Masaryk (* 1886)

- 1886: Jan Masaryk, tschechischer Politiker, Minister
- 1887: Karl Taylor Compton, US-amerikanischer Physiker
- 1887: Friedrich Wagner, deutscher Archäologe
- 1889: Johannes Degener, deutscher Politiker, MdB, Senator in Bremen
- 1891: Carl Johann Perl, österreichischer Musikwissenschaftler
- 1895: Eugène Daignault, kanadischer Schauspieler und Sänger
- 1895: Robert A. Lovett, US-amerikanischer Politiker, Minister
- 1896: José Mojica, mexikanischer Sänger und Schauspieler
- 1897: Otto Bochum, deutscher Landwirt und Kommunalpolitiker
- 1898: Lawrence Gellert, US-amerikanischer Folklore- und Musikforscher
- 1899: Josef Meisinger, deutscher Offizier der SS und Polizei, Kriegsverbrecher
- 1899: Wolf-Werner von der Schulenburg, deutscher Offizier und Funktionär
- 1900: Erich Ebermayer, deutscher Schriftsteller
- 1900: Robert Florey, französisch-US-amerikanischer Regisseur, Autor und Schauspieler

### 20. Jahrhundert

#### 1901–1925
- 1901: Arthur Welti, Schweizer Radiopionier
- 1901: Andrei Andrejewitsch Wlassow, russischer General
- 1902: Adolf Helke, deutscher Geologe
- 1902: Adolf Rieth, deutscher Prähistoriker
- 1904: Richard Mohaupt, deutscher Komponist und Kapellmeister
- 1904: André de la Varre, US-amerikanischer Reise-Filmemacher

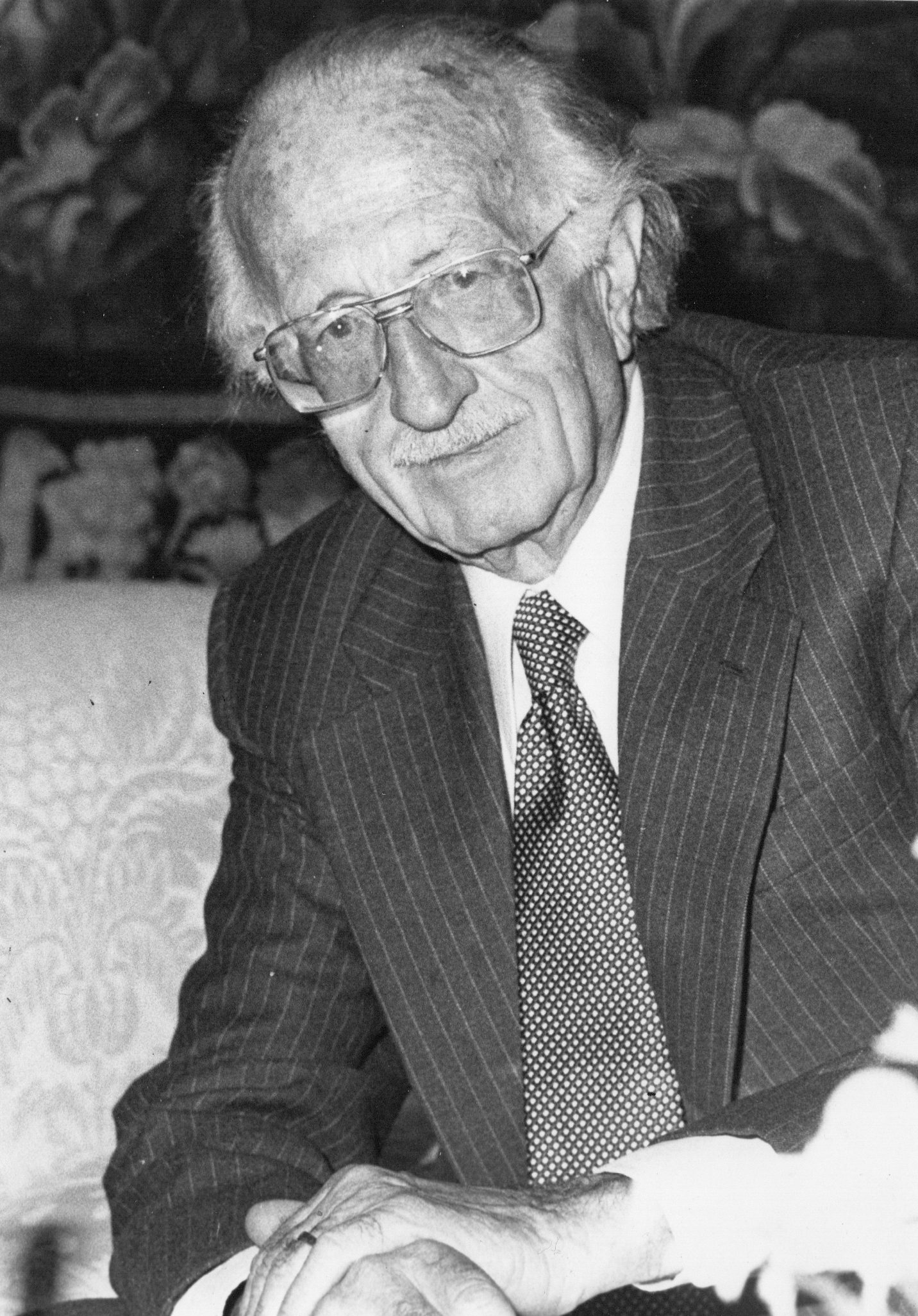
Anton Zischka (* 1904)

- 1904: Anton Zischka, österreichischer Journalist und Sachbuchautor
- 1905ː Petronella van Randwijk, niederländische Kunstturnerin
- 1906: Georg Abeler, deutscher Goldschmiedemeister und Uhrmacher, Gründer des Wuppertaler Uhrenmuseums
- 1906: Franz Rellich, italienischer Mathematiker
- 1907: Solomon Asch, polnisch-US-amerikanischer Pionier der Sozialpsychologie
- 1907: Edel Mary Quinn, irische Legionärin
- 1907: Walter Kurt Wiemken, Schweizer Maler
- 1909: Clara von Arnim, deutsche Autorin
- 1909: Peter Markham Scott, britischer Ornithologe, Naturschützer und Maler

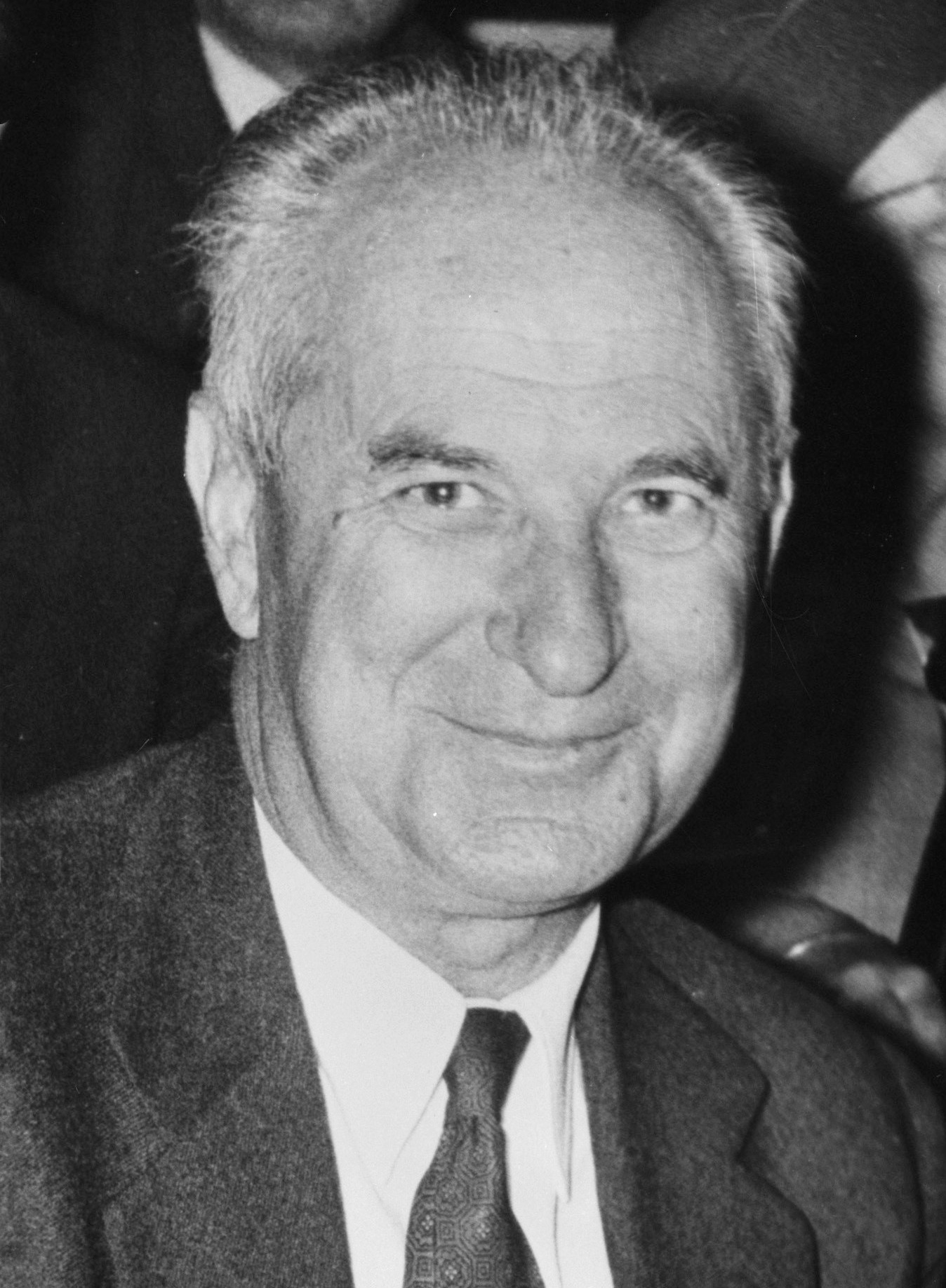
Gaston Defferre (* 1910)

- 1910: Gaston Defferre, französischer Politiker und Widerstandskämpfer, Bürgermeister von Marseille, Minister
- 1910: Jack Hawkins, britischer Schauspieler
- 1910: Rolf Liebermann, Schweizer Komponist und Intendant
- 1911: Leslie Graham, britischer Motorradrennfahrer
- 1912: Eduard Alexandrowitsch von Falz-Fein, liechtensteinischer Unternehmer, Journalist und Sportfunktionär
- 1912: Fritz Schäfer, deutscher Ringer
- 1913: Jacobo Árbenz Guzmán, guatemaltekischer Politiker, Staatspräsident
- 1913: Severino Varela, uruguayischer Fußballspieler
- 1914: Manlio Di Rosa, italienischer Fechter, Weltmeister, Olympiasieger
- 1914: Bernard Dorival, französischer Kunsthistoriker und Kunstkritiker
- 1914: Michał Spisak, polnischer Komponist
- 1915: John Dobson, US-amerikanischer Astronom

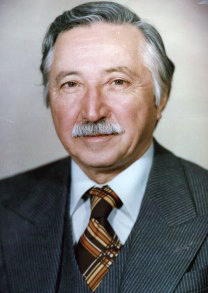
Luis Corvalán (* 1916)

- 1916: Luis Corvalán, chilenischer Politiker, Generalsekretär der KPC
- 1917: Rudolf Baumgartner, Schweizer Violinist und Dirigent
- 1917: Ettore Sottsass, österreichisch-italienischer Architekt und Designer
- 1918: Georges Berger, belgischer Autorennfahrer
- 1918: Malcolm Yelvington, US-amerikanischer Country- und Rockabilly-Musiker
- 1919: Irma Emmrich, deutsche Kunsthistorikerin
- 1920: Mario Benedetti, uruguayischer Journalist, Dichter und Schriftsteller
- 1920: Johannes Irmscher, deutscher Altphilologe
- 1920: Lawrence Klein, US-amerikanischer Wirtschaftswissenschaftler, Nobelpreisträger
- 1920: Irma Walther-Dumbsky, deutsche Turnerin

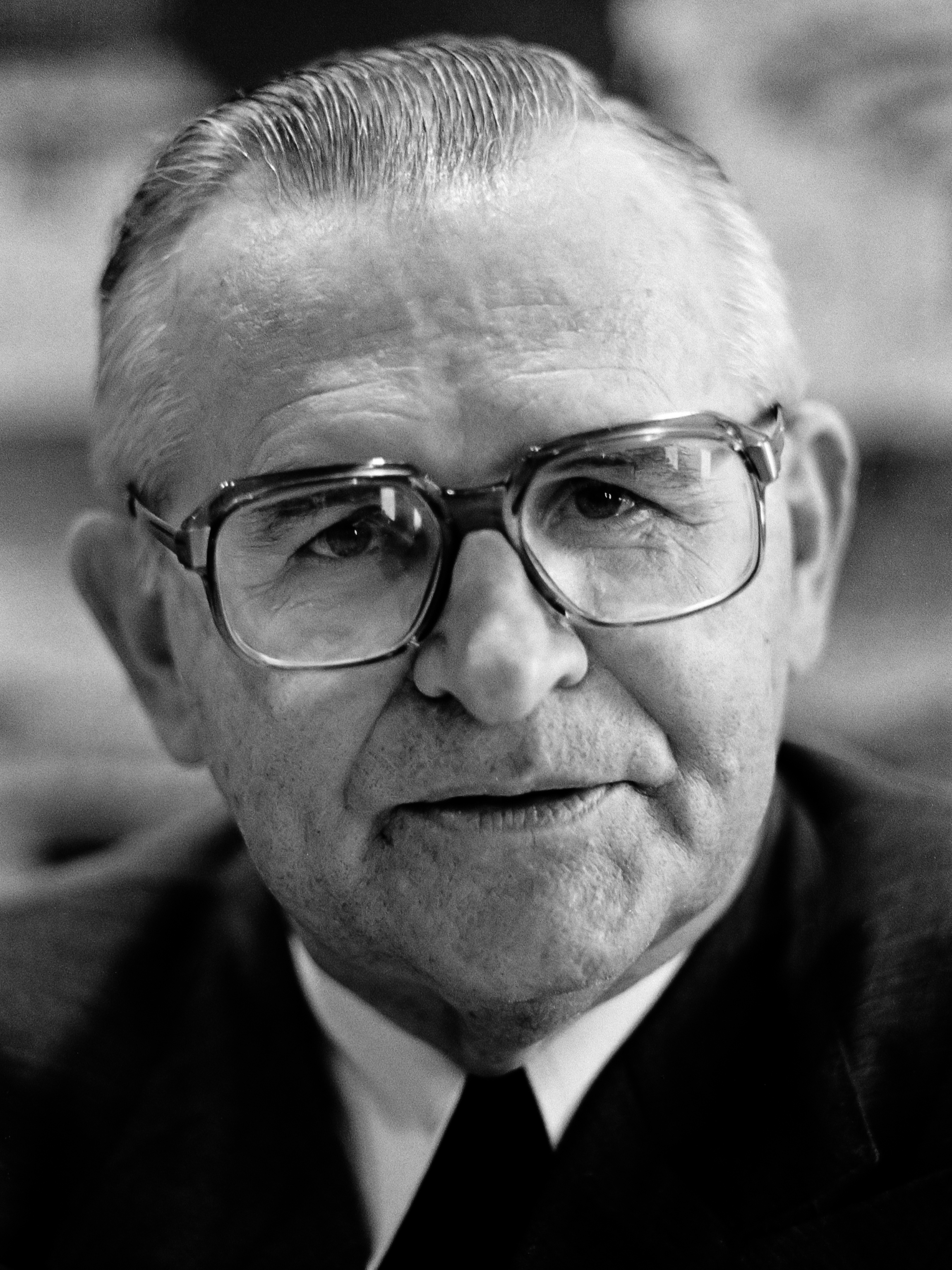
Paulo Evaristo Arns (* 1921)

- 1921: Paulo Evaristo Arns, brasilianischer Geistlicher, Erzbischof von São Paulo, Kardinal
- 1921: Helmut Bantz, deutscher Turner, Olympiasieger
- 1922: Michel Auclair, französischer Schauspieler
- 1922: Bally Prell, deutsche Vortragskünstlerin und Volkssängerin
- 1922: Cioma Schönhaus, Schweizer Grafiker
- 1923: Giuseppe Attardi, italienisch-US-amerikanischer Genetiker
- 1923: Radhamés Reyes Alfau, dominikanischer Musiker, Komponist und Arrangeur
- 1924: John Coveart, kanadischer Pianist und Musikpädagoge
- 1925ː Sandra Blow, britische Malerin und Hochschullehrerin
- 1925: Arnold Poll, deutscher Priester
- 1925: Wiktor Zin, polnischer Architekt

#### 1926–1950

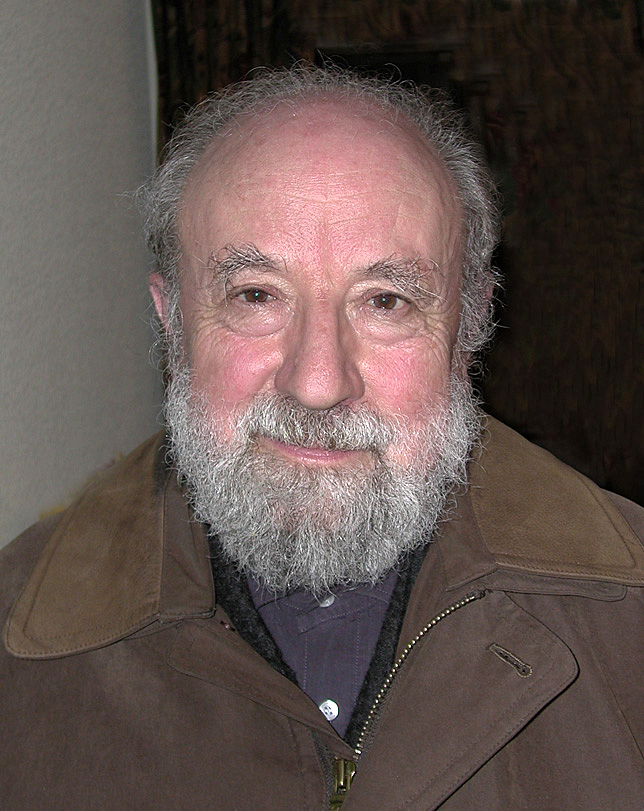
Michel Butor (* 1926)

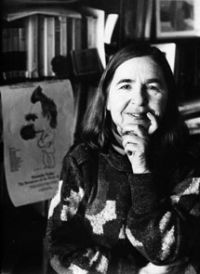
Sarah Kofman (* 1934)

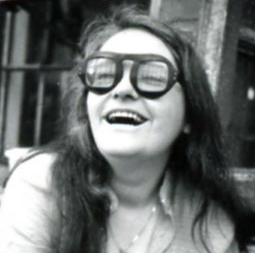
Kate Millett (* 1934)

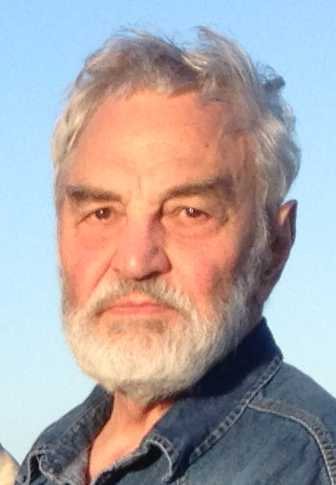
Wenzeslaw Konstantinow (* 1940)

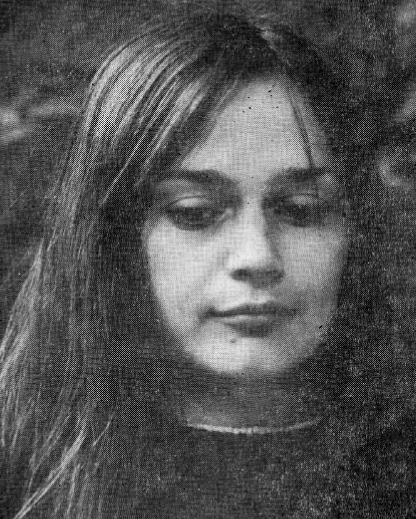
Zofia Kulik (* 1947)

- 1926: Michel Butor, französischer Schriftsteller
- 1926: Georg May, deutscher Theologe und Kirchenrechtler
- 1926: Luise Neupert-Keil, deutsche Werbegrafikerin
- 1926: John Ter-Tadewosjan (auch Jivan Ter-Tadevosyan), armenischer Komponist und Geiger
- 1927: Markus Egen, deutscher Eishockeyspieler
- 1927: Edmund Casimir Szoka, US-amerikanischer Erzbischof von Detroit
- 1928: Günther Landgraf, deutscher Physiker, Rektor der TU Dresden
- 1928: Humberto R. Maturana, chilenischer Biologe mit dem Schwerpunkt Neurobiologie
- 1929: Anton Bucheli, Schweizer Fußballschiedsrichter
- 1929: Hans Clarin, deutscher Schauspieler
- 1929: Larry Collins, US-amerikanischer Schriftsteller
- 1929: Dick Tiger, nigerianischer Boxer
- 1930: Hans Aregger, Schweizer Komponist, Kapellmeister, Klarinetten- und Saxophonspieler
- 1930: Allan Bloom, US-amerikanischer Philosoph und Professor
- 1930: Heinz-Otto Kreiss, schwedisch-US-amerikanischer Mathematiker
- 1930: Adam Smelczyński, polnischer Sportschütze
- 1931: Pavel Blatný, tschechischer Komponist
- 1931: Rudi Strahl, deutscher Dramatiker, Erzähler und Lyriker
- 1932: Albrecht Ade, deutscher Emeritus, Fotograf, Trickfilmer und Gründungsdirektor der Filmakademie Baden-Württemberg
- 1932: Josh Culbreath, US-amerikanischer Hürdenläufer, Olympiamedaillengewinner
- 1932: Gerd Fuchs, deutscher Schriftsteller
- 1933: Vinicio Franco, dominikanischer Sänger
- 1933: Elfriede Karl, österreichische Politikerin, Bundesministerin, Abgeordnete zum Nationalrat
- 1934: Sarah Kofman, französische Philosophin
- 1934: Kate Millett, US-amerikanische Bildhauerin und Feministin
- 1935: Fujio Akatsuka, japanischer Manga-Zeichner
- 1935: Ernst-Günter Habig, deutscher Fußballspieler
- 1936: Leone Burton, britische Mathematikerin
- 1936: Manfred Kock, deutscher Theologe, Ratsvorsitzender der EKD
- 1936: Walter Koenig, US-amerikanischer Schauspieler
- 1936: Anatoli Arkadjewitsch Michailow, sowjetischer Leichtathlet, Europameister, Olympiamedaillengewinner
- 1936: Ferid Murad, US-amerikanischer Wissenschaftler, Nobelpreisträger
- 1936: Nicol Williamson, britischer Schauspieler
- 1936: Rudi Wilfer, österreichischer Pianist und Komponist
- 1937: Sigrid Brunk, deutsche Schriftstellerin
- 1937: Renzo Piano, italienischer Architekt
- 1938: Heide Streiter-Buscher, deutsche Literaturhistorikerin
- 1938: Tiziano Terzani, italienischer Journalist und Schriftsteller
- 1939: Jack Sarfatti, US-amerikanischer theoretischer Physiker und Autor
- 1939: Milan Turković, österreichisch-kroatischer Fagottist und Dirigent
- 1940: Manfred Ach, deutscher Politiker, MdL
- 1940: Larry Brown, US-amerikanischer Basketballtrainer
- 1940: Wenzeslaw Konstantinow, bulgarischer Schriftsteller und Übersetzer
- 1941: Heinz Heinen, belgisch-deutscher Althistoriker
- 1941: Eckhard Henscheid, deutscher Schriftsteller
- 1942: Manfred Butzmann, deutscher Grafiker
- 1942: Bernard MacLaverty, irischer Autor
- 1943: Pete Wyoming Bender, US-amerikanischer Sänger und Komponist
- 1943: Irwin Goodman, finnischer Folkmusiker
- 1944ː Colleen Barrett, US-amerikanische Managerin, Präsidentin von Southwest Airlines
- 1944: Günter Netzer, deutscher Fußballspieler
- 1944: Martin Sperr, deutscher Dramatiker und Schauspieler
- 1945: Ulrich Barth, deutscher evangelischer Theologe und Religionsphilosoph
- 1945: Jürgen Koppelin, deutscher Politiker, MdB
- 1945: Wolfgang Seguin, deutscher Fußballspieler
- 1945: Bernard Tissier de Mallerais, französischer Bischof der Piusbruderschaft
- 1946: Kristian Pech, deutscher Schriftsteller
- 1946: Rainer Schlutter, deutscher Fußballspieler
- 1947: Walter Adler, deutscher Regisseur mit Schwerpunkt Hörspiel
- 1947: Zofia Kulik, polnische Künstlerin
- 1947: Fredy Lienhard, Schweizer Autorennfahrer und Unternehmer

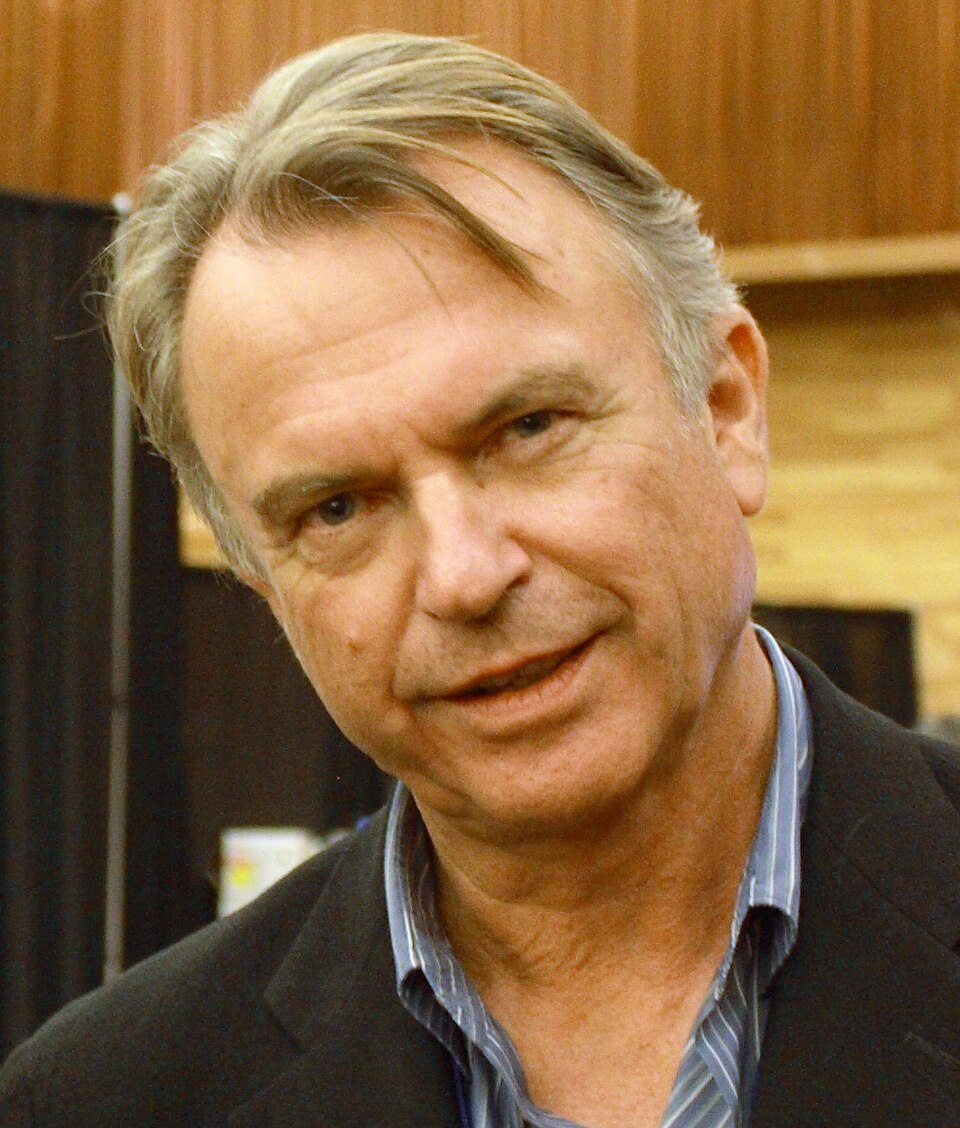
Sam Neill (* 1947)

- 1947: Sam Neill, neuseeländischer Schauspieler
- 1947: Sebastian Pflugbeil, Bürgerrechtler und Minister ohne Geschäftsbereich der DDR
- 1947: Wolfgang Schwarz, österreichischer Eiskunstläufer, Olympiasieger
- 1948: Wulf Bernotat, deutscher Manager
- 1948: Rudolf Roth, österreichischer Fußballspieler
- 1949: Peter Engl, deutscher Maler und freischaffender Künstler
- 1949: Michael Häupl, österreichischer Politiker, Bürgermeister von Wien
- 1950: Lukas Beckmann, deutscher Politiker
- 1950: Paul Kossoff, britischer Rock- und Blues-Gitarrist

#### 1951–1975

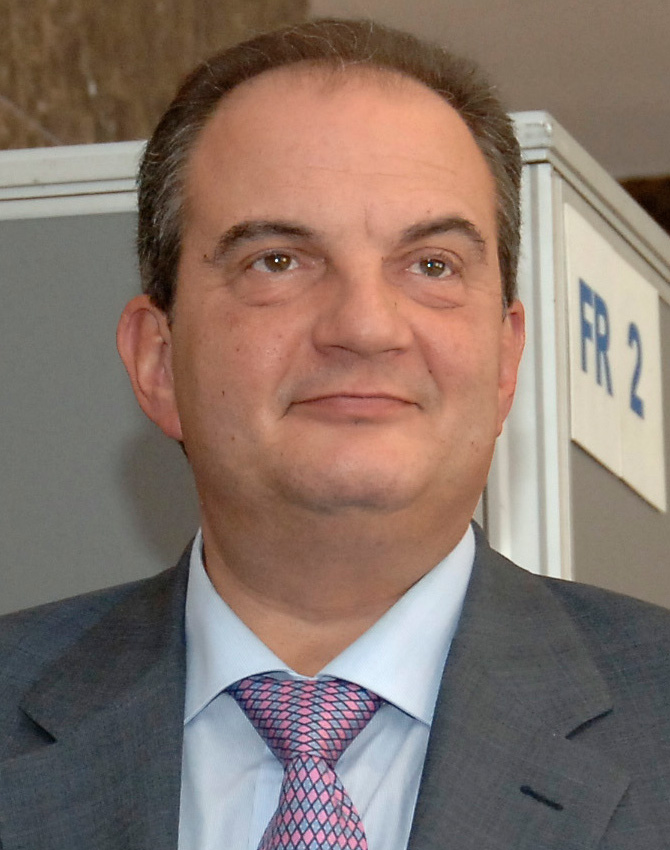
Kostas Karamanlis (* 1956)

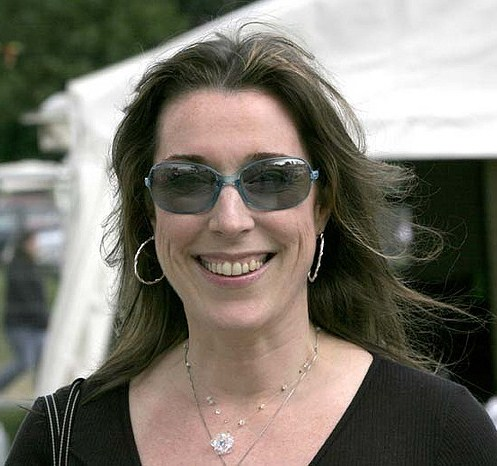
Beth Nielsen Chapman (* 1958)

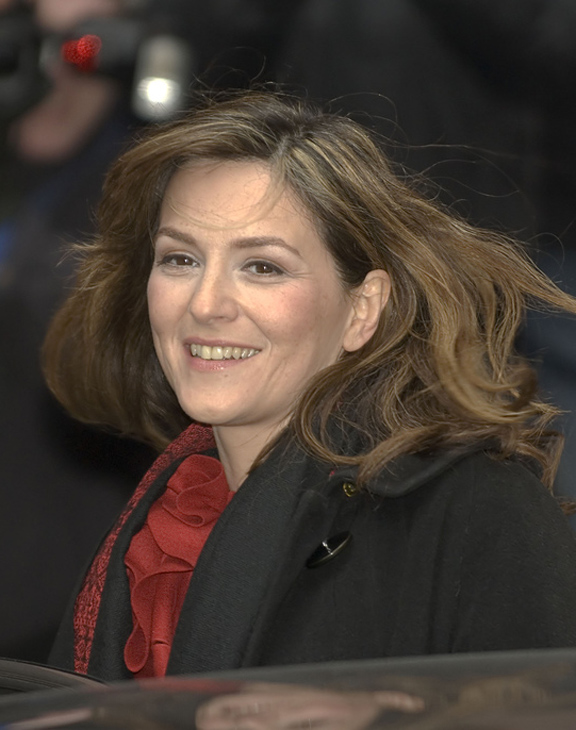
Martina Gedeck (* 1961)

- 1951: Sergei Nikolajewitsch Arzibaschew, russischer Theaterregisseur und Schauspieler
- 1951: Franz Rampelmann, deutscher Schauspieler
- 1951: Doina Rotaru, rumänische Komponistin
- 1952: Margit Schumann, deutsche Rennrodlerin
- 1952: William Taylor, britischer Boxer
- 1953: Uli Becker, deutscher Schriftsteller
- 1953: Christoph Haas, deutscher Musiker, Komponist und Rhythmuslehrer
- 1954: Barry Cowsill, US-amerikanischer Musiker und Sänger
- 1955: Steve Berlin, US-amerikanischer Rocksaxophonist und -produzent
- 1955: Leo XIV., Papst und 267. Bischof von Rom
- 1956: Kostas Karamanlis, griechischer Politiker, Ministerpräsident
- 1956: Ray Wilkins, englischer Fußballspieler und -trainer
- 1957: François Asselineau, französischer Politiker
- 1957: Dominic Dobson, US-amerikanischer Autorennfahrer
- 1957: Helmut Schulte, deutscher Fußballtrainer
- 1958: Beth Nielsen Chapman, US-amerikanische Sängerin und Komponistin
- 1958: Robert McCall, kanadischer Eiskunstläufer
- 1958: Fernando Olivera, peruanischer Politiker
- 1959: Ashlyn Gere, US-amerikanische Pornodarstellerin
- 1959: Morten Harket, norwegischer Sänger (A-ha)
- 1960: Christian Petzold, deutscher Filmregisseur
- 1960: Callum Keith Rennie, kanadischer Schauspieler
- 1961: Martina Gedeck, deutsche Schauspielerin
- 1962: Martin T. Bohl, deutscher Ökonom
- 1964: Paoletta Magoni, italienische Skirennläuferin
- 1965: Markus Arndt, deutscher Physiker

Dmitri Medwedew (* 1965)

- 1965: Dmitri Anatoljewitsch Medwedew, russischer Politiker, Ministerpräsident und Präsident
- 1965: Dorothée Menzner, deutsche Politikerin
- 1966: Domenico Blass, Schweizer Drehbuchautor
- 1966: Nikola Jurčević, kroatischer Fußballspieler und -trainer
- 1967: Franz Aigner, österreichischer Fußballspieler und -trainer
- 1967: Florian König, deutscher Moderator und Sportreporter
- 1968: Josef Pröll, österreichischer Politiker, Bundesminister
- 1968: Shūichi Yoshida, japanischer Schriftsteller
- 1969: Bong Joon-ho, südkoreanischer Regisseur und Drehbuchautor
- 1969: Grigory Serper, US-amerikanischer Schachspieler
- 1970: Francesco Casagrande, italienischer Radrennfahrer
- 1970: Matthias Zimmermann, deutscher Fußballspieler
- 1971: Alphonse Tchami, kamerunischer Fußballspieler

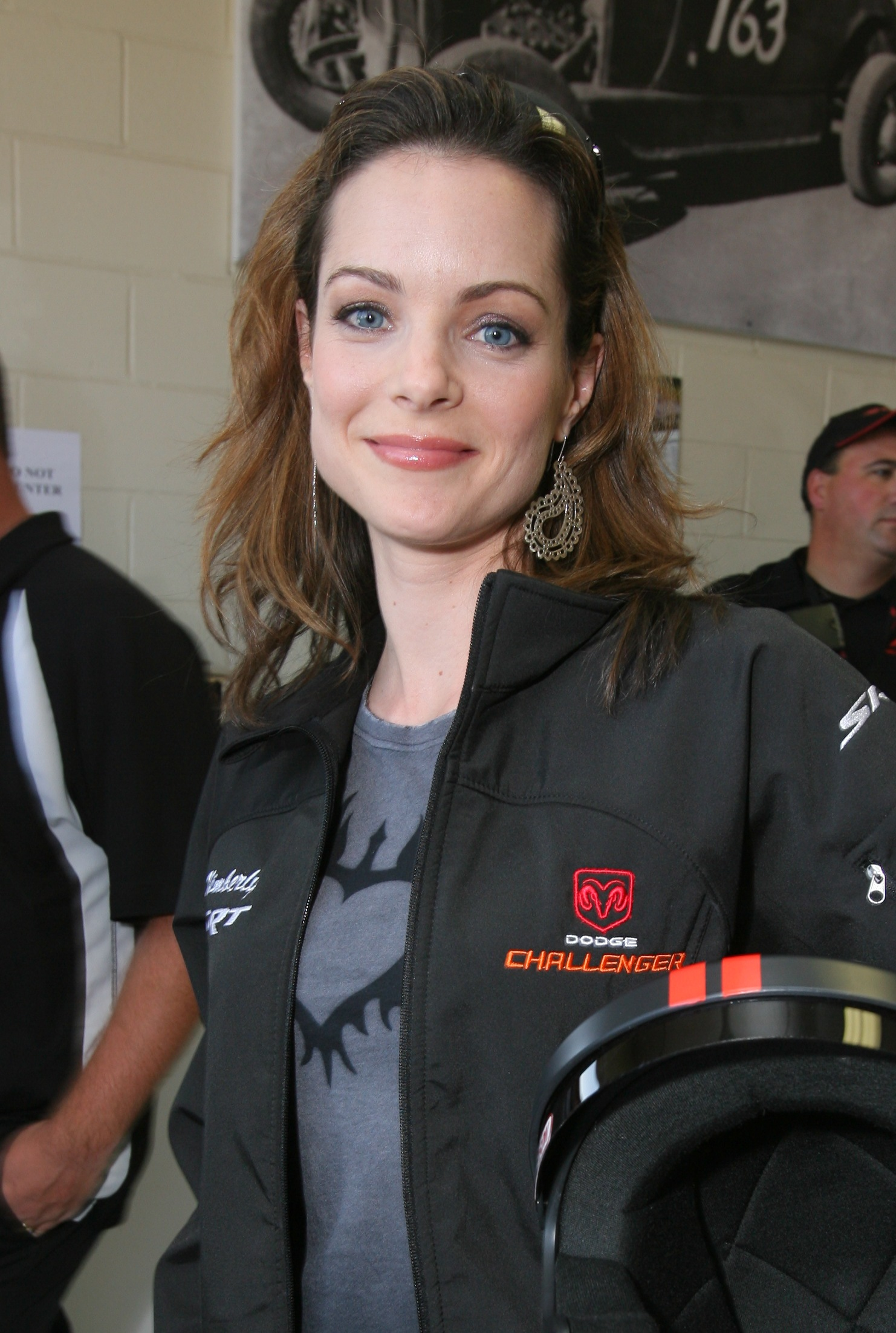
Kimberly Williams-Paisley (* 1971)

- 1971: Kimberly Williams-Paisley, US-amerikanische Schauspielerin und Regisseurin
- 1972: Peter Németh, slowakischer Fußballspieler
- 1973: Cesla Amarelle, Schweizer Politikerin
- 1973: Andrew Lincoln, britischer Schauspieler
- 1973: Nas, US-amerikanischer Rap-Musiker
- 1974: Hicham El Guerrouj, marokkanischer Leichtathlet
- 1974: Sunday Oliseh, nigerianischer Fußballspieler
- 1975: Marian Petrow, bulgarischer Schachspieler
- 1975: Rolf Ziegler, Schweizer Eishockeyspieler

#### 1976–2000
- 1976: Agustín Calleri, argentinischer Profi-Tennisspieler
- 1976: Georgeta Narcisa Lecușanu, rumänische Handballspielerin
- 1976: Marián Lejava, slowakischer Komponist und Dirigent
- 1976: Kevin Lyttle, karibischer Soca-Musiker
- 1976: Andrea Schaller, deutsche Fußballspielerin

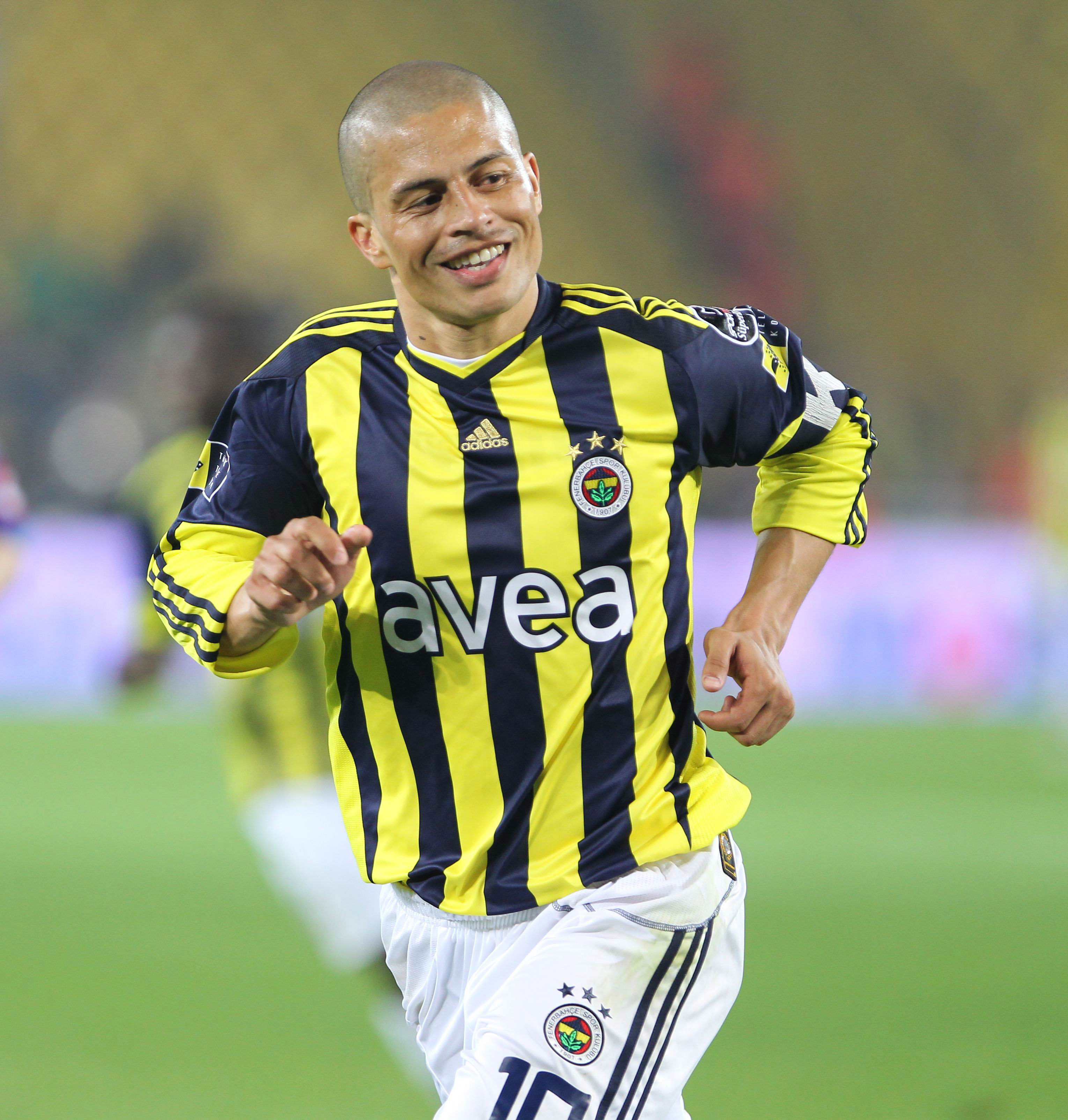
Aexsandro de Souza (* 1977)

- 1977: Alexsandro de Souza, brasilianischer Fußballspieler
- 1977: Paul Traynor, kanadischer Eishockeyspieler
- 1977: Yang Yang, chinesische Shorttrack-Eisschnellläuferin, Olympiamedaillengewinnerin
- 1978: Ron DeSantis, US-amerikanischer Politiker, Gouverneur von Florida
- 1978: Carmen Kass, estnisches Topmodel
- 1978: Mario Regueiro, uruguayischer Fußballspieler
- 1978: Charlie Winston, britischer Singer-Songwriter
- 1979: Ivica Olić, kroatischer Fußballspieler
- 1980: Marcel Queckemeyer, deutscher Industriekaufmann und Politiker
- 1980: Ivan Radeljić, bosnisch-herzegowinischer Fußballspieler
- 1981: Miyavi, japanischer Musiker
- 1981: Stefan Reisinger, deutscher Fußballspieler
- 1981: Ashley Roberts, US-amerikanische Sängerin und Tänzerin
- 1982: Henning Kreitel, deutscher Schriftsteller und Fotograf
- 1982: Florian Mader, österreichischer Fußballspieler
- 1982: SoShy, US-amerikanisch-französische Sängerin
- 1983: Andres Ambühl, Schweizer Eishockeyspieler

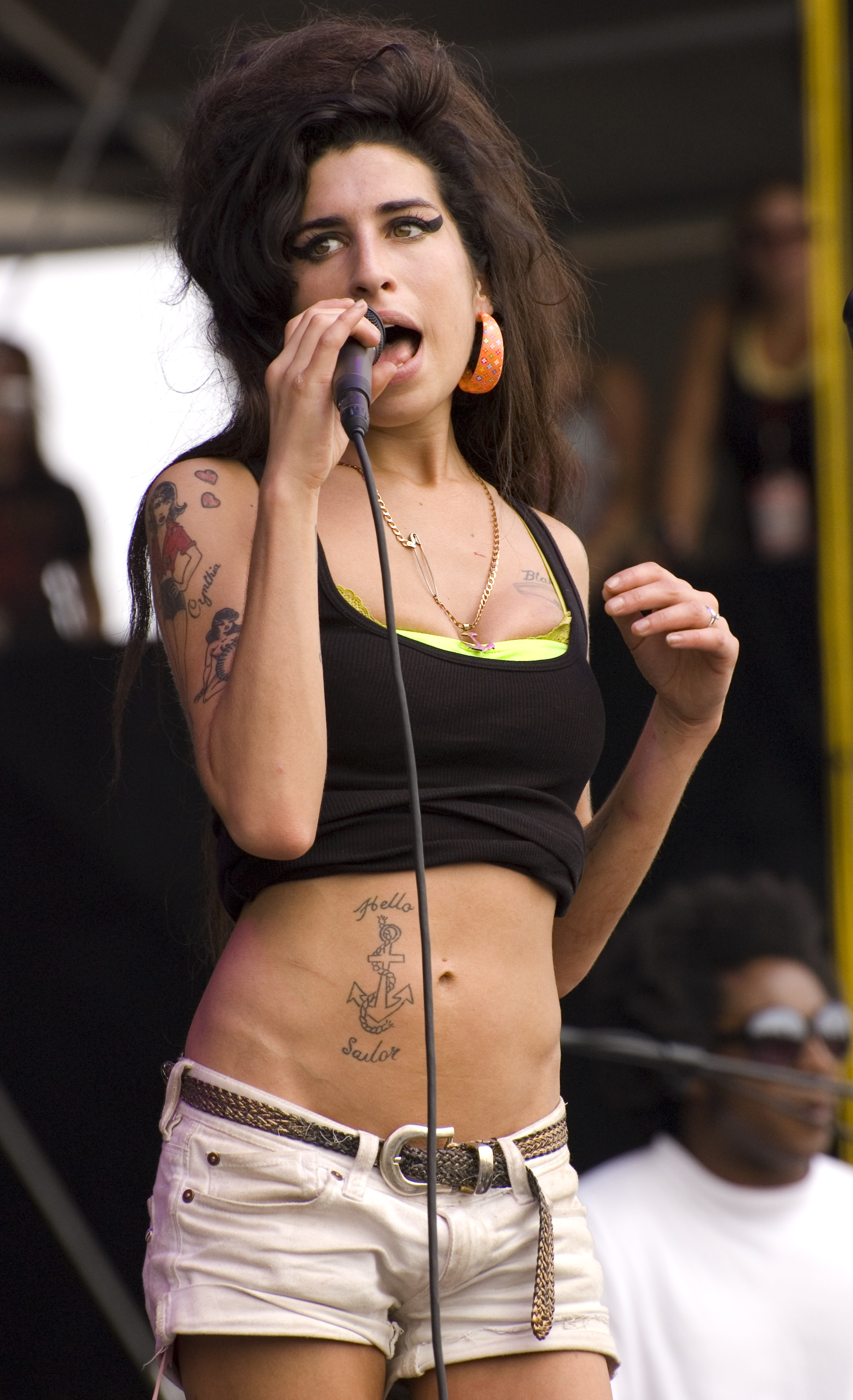
Amy Winehouse (* 1983)

- 1983: Amy Winehouse, britische Soul-Sängerin
- 1983: Steffen Wohlfarth, deutscher Fußballspieler
- 1983: Jennifer Zietz, deutsche Fußballspielerin
- 1984: Maria Areosa, portugiesische Triathletin
- 1984: Sonja Bertram, deutsche Schauspielerin
- 1985: Felix Hell, deutscher Organist
- 1985: Aya Ueto, japanische Schauspielerin
- 1986: Hallbera Guðný Gísladóttir, isländische Fußballspielerin
- 1986: Sabine Stockhorst, deutsche Handballspielerin
- 1989: Jessica Brown Findlay, britische Schauspielerin

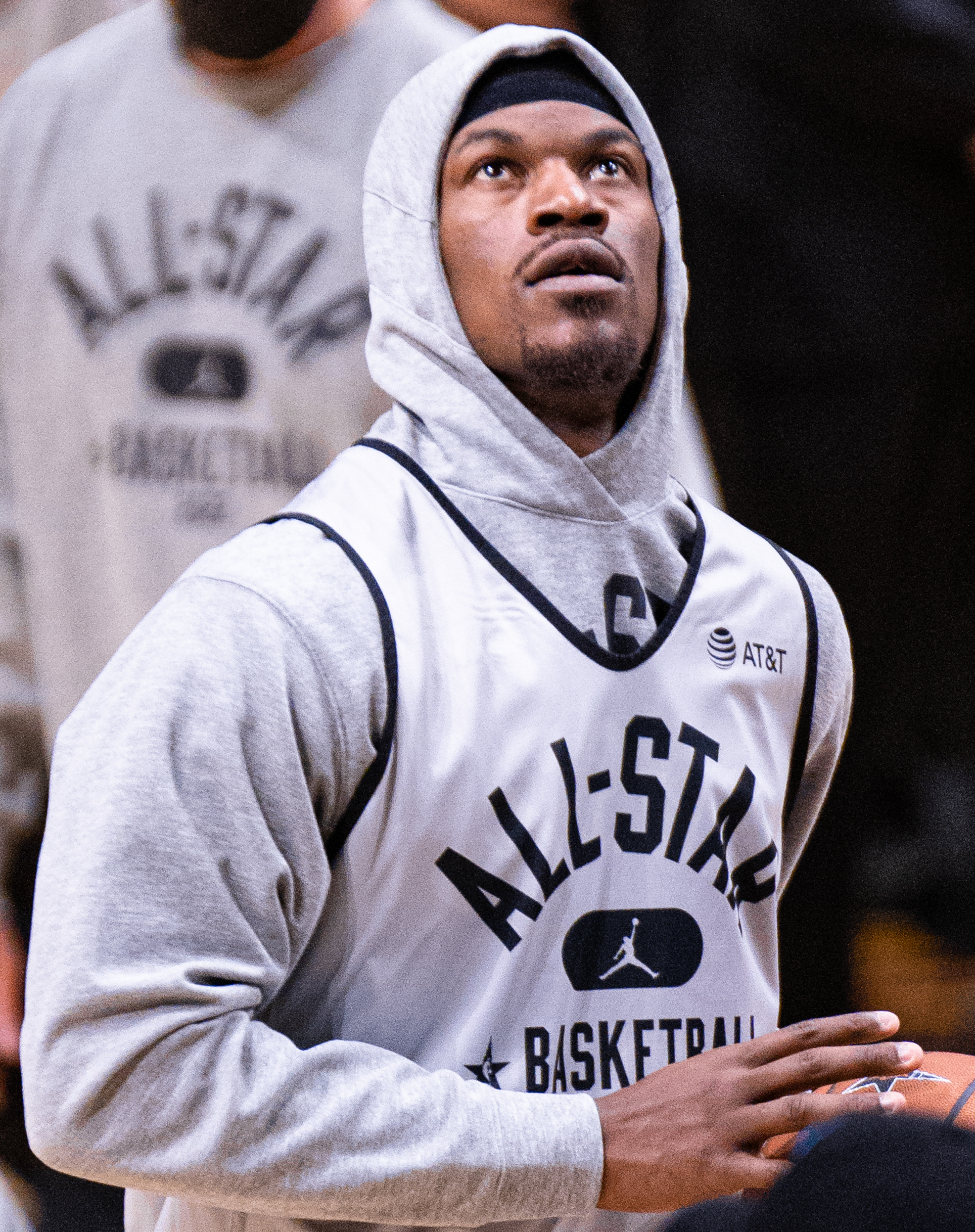
Jimmy Butler (* 1989)

- 1989: Jimmy Butler, US-amerikanischer Basketballspieler
- 1990: Douglas Costa, brasilianischer Fußballspieler
- 1990: Petar Filipovic, deutsch-kroatischer Fußballspieler
- 1990: Sam Lowes, britischer Motorradrennfahrer
- 1990: Michael Pittnauer, österreichischer Fußballspieler
- 1990: Luisa Schulze, deutsche Handballspielerin
- 1991: Lola Klamroth, deutsche Schauspielerin
- 1993: Andrés Artuñedo Martinavarro, spanischer Tennisspieler
- 1993: Ramzi Boukhiam, marokkanischer Surfer
- 1995: Sander Sagosen, norwegischer Handballspieler
- 1996: Felix J. Mohr, deutscher Dramatiker, Dramaturg und Theaterregisseur
- 1996: Bilal Nichols, US-amerikanischer American-Football-Spieler
- 1997: Veronika Machyniaková, slowakische Biathletin
- 1997: Benjamin Ingrosso, schwedischer Sänger
- 1999: Anna Juppe, österreichische Biathletin
- 1999: Tom Schaar, US-amerikanischer Skateboardfahrer
- 1999: Emma Kenney, US-amerikanische Schauspielerin

### 21. Jahrhundert
- 2001: Maïa Schwinghammer, kanadische Freestyle-Skierin
- 2002: Linda Zingerle, italienische Biathletin
- 2003: Maurizio Magno, deutscher Schauspieler

## Gestorben

### Vor dem 15. Jahrhundert
- 9 v. Chr.: Nero Claudius Drusus, römischer Heerführer und Politiker, Stiefsohn von Kaiser Augustus

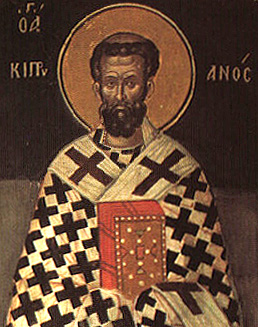
Cyprian von Karthago († 258)

- 0258: Cyprian von Karthago, Kirchenvater
- 0303: Crescentianus von Rom, christlicher Märtyrer
- 0407: Johannes Chrysostomos, christlicher Prediger, Erzbischof von Konstantinopel, Kirchenvater
- 0585: Bidatsu, 30. Kaiser von Japan
- 0775: Konstantin V., byzantinischer Kaiser
- 0786: Al-Hadi, Kalif der Abbasiden
- 0792: Osred II., König von Northumbria
- 0891: Stephan V., Papst
- 1146: Zengi, Atabeg von Mosul und Aleppo

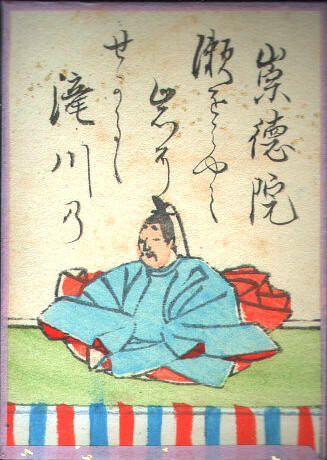
Sutoku († 1164)

- 1164: Sutoku, 75. Kaiser von Japan
- 1170: Heilika von Lengenfeld, Pfalzgräfin von Bayern
- 1214: Albert von Jerusalem, Bischof von Bobbio, Bischof von Vercelli sowie Patriarch von Jerusalem, Heiliger der katholischen Kirche
- 1253: Ulrich von Ortenburg, Bischof von Gurk
- 1273: George de Cantilupe, englischer Adeliger
- 1321: Dante Alighieri, italienischer Dichter und Philosoph
- 1327: Gebhard III. von Graisbach, Fürstbischof von Eichstätt
- 1343: Elisabeth von Virneburg, Herzogin von Österreich
- 1347: Konrad II. von Schlüsselberg, letzter Vertreter des Hauses Schlüsselberg
- 1376: John de Mohun, 2. Baron Mohun, englischer Adeliger und Militär
- 1385: Munenaga, japanischer Prinz, buddhistischer Mönch und Dichter

### 15.–17. Jahrhundert

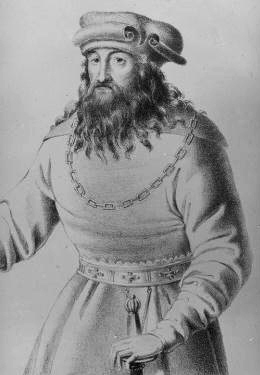
Albrecht IV. († 1404)

- 1404: Albrecht IV., Herzog von Österreich
- 1421: Reyner von Calven, Ratsherr der Hansestadt Lübeck
- 1427: Johann von Beust, Bischof von Havelberg
- 1427: Jakob ben Moses haLevi Molin, jüdischer Gelehrter, Rabbiner
- 1435: John of Lancaster, 1. Duke of Bedford, englischer Prinz und Regent in Frankreich während des Hundertjährigen Krieges
- 1457: Margarethe von Pfalz-Mosbach, Gräfin von Hanau
- 1487: Mara Branković, serbische Prinzessin und Ehefrau des osmanischen Sultans Murad II.
- 1492: Maffeo Gherardi, Patriarch von Venedig
- 1498: Giovanni di Pierfrancesco de’ Medici, Angehöriger der jüngeren Linie der Medici
- 1515: Hans Bär der Jüngere, Basler Ratsherr

- 1523: Hadrian VI., Papst

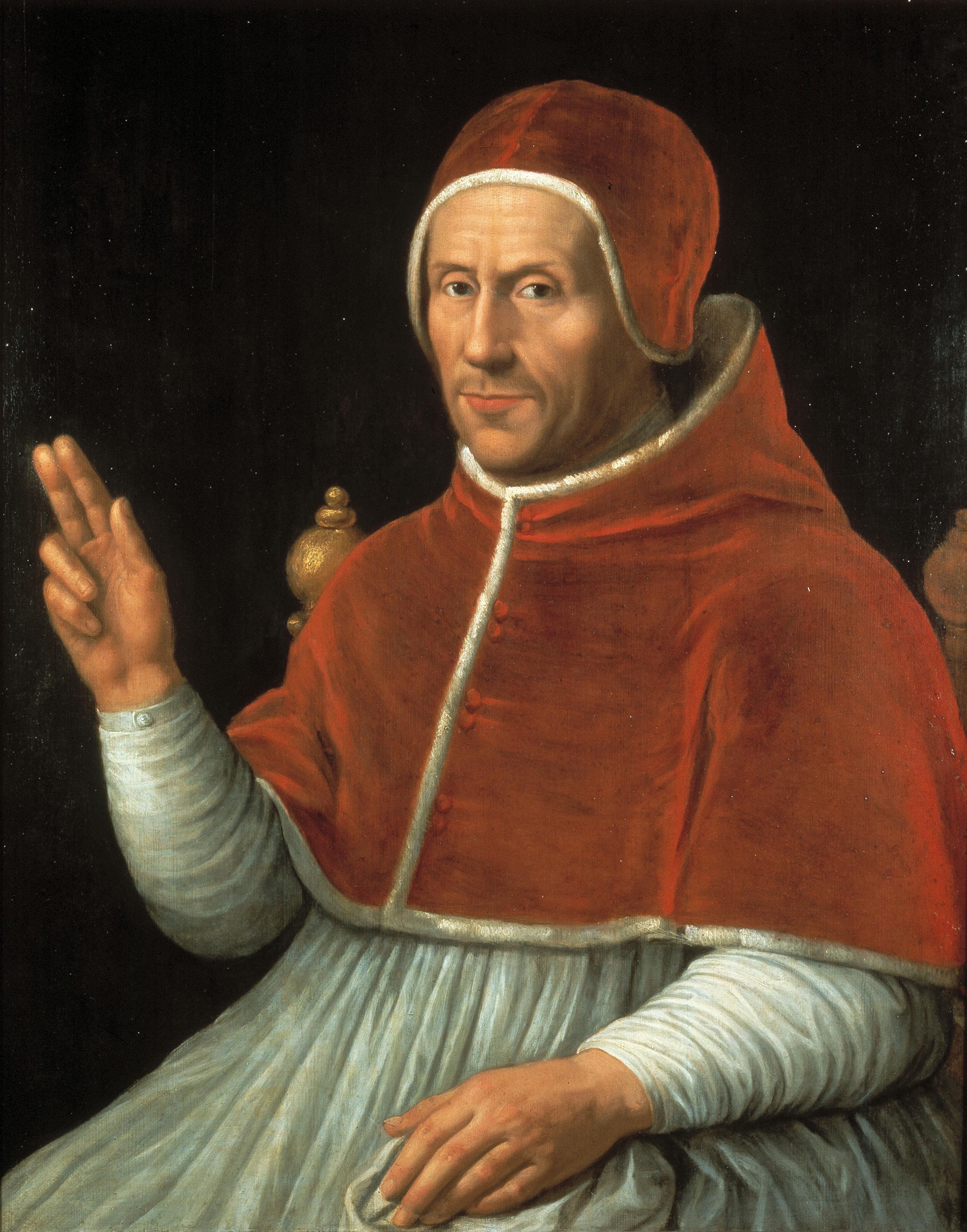
Hadrian VI. († 1523)

- 1538: Heinrich III. von Nassau, Graf von Nassau und Herr von Breda
- 1560: Anton Fugger, deutscher Kaufmann und Bankier
- 1587: Timotheus Kirchner, deutscher lutherischer Theologe
- 1602: Jean Passerat, französischer Schriftsteller und Lyriker
- 1609: Balthasar Sartorius, deutscher lutherischer Theologe
- 1616: Johann Kolowrat von Liebsteinsky, böhmischer Adeliger und Hofkämmerer
- 1622: Alof de Wignacourt, Großmeister des Malteserordens
- 1638: John Harvard, englischer Theologe
- 1644: Hartwig von Passow, deutscher Politiker und Diplomat
- 1646: Robert Devereux, 3. Earl of Essex, englischer Offizier und Politiker
- 1650: Josias Rantzau, deutscher Heerführer, Marschall von Frankreich
- 1671: Ascanio II. Piccolomini, Erzbischof von Siena
- 1672: Henri Charles de La Trémoille, Herzog de La Trémouille, Führer der Fronde
- 1698: Gottfried Händel, deutscher evangelischer Theologe und Kirchenlieddichter

### 18. Jahrhundert
- 1703: Gilles Jullien, französischer Komponist und Organist
- 1708: Johann Baptist Adolph, deutscher Jesuit und Bühnendichter
- 1712: Giovanni Domenico Cassini, italienisch-französischer Astronom und Mathematiker
- 1715: Dom Pérignon, französischer Benediktinermönch, maßgeblicher Entwickler des Champagnerverfahrens
- 1717: Johann Balthasar Beyschlag, deutscher evangelischer Theologe und Kirchenliedkomponist
- 1719: Johann Gallus Hügel, deutscher Steinmetzmeister und Bildhauer
- 1725: Ortensio Mauro, italienischer Schriftsteller und Librettist

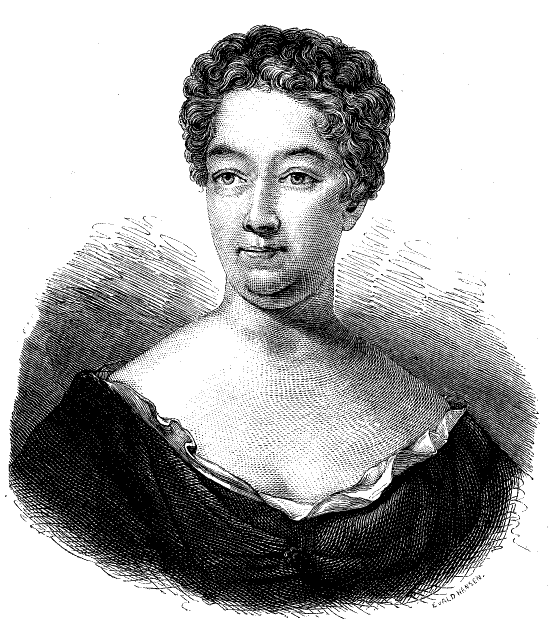
Sophia Brenner († 1730)

- 1730: Sophia Brenner, schwedische Schriftstellerin
- 1732: Erdmuthe Benigna Reuß zu Ebersdorf, deutsche Pietistin
- 1733: Johann Rigalia der Jüngere, Schweizer Maurermeister des Barock
- 1743: Georg von Bertouch, dänisch-norwegischer Komponist und General
- 1743: Nicolas Lancret, französischer Maler
- 1745: Martino Altomonte, neapolitanisch-österreichischer Barockmaler
- 1751: Johann Matthias Florin, deutscher Hochschullehrer
- 1751: Johann Michael Hoppenhaupt, deutscher Bildhauer und Baumeister
- 1752: Rudolf August Nolte, braunschweigischer Jurist und Lokalhistoriker
- 1755: Maria Celeste Crostarosa, neapolitanische Nonne und Ordensgründerin

Louis-Joseph de Montcalm († 1759)

- 1759: Louis-Joseph de Montcalm, französischer General im Franzosen- und Indianerkrieg
- 1760: Caspar Jakob Huth, deutscher evangelischer Theologe und Hochschullehrer
- 1763: Johann Philipp Sack, deutscher Komponist und Tastenspieler
- 1767: Konrad Christoph von Lehrbach, Ritter des Deutschen Ordens
- 1771: Frederick Calvert, 6. Baron Baltimore, britischer Adliger und Politiker, sowie Lord Proprietor von Maryland
- 1788: John Penn, britisch-US-amerikanischer Jurist und Politiker, einer der Gründerväter der USA
- 1788: Noël de Jourda, comte de Vaux, Marschall von Frankreich
- 1793: Heinrich Corrodi, Schweizer evangelischer Theologe und Pädagoge
- 1797: Carl Wilhelm Wippermann, deutscher Jurist und Hochschullehrer

### 19. Jahrhundert

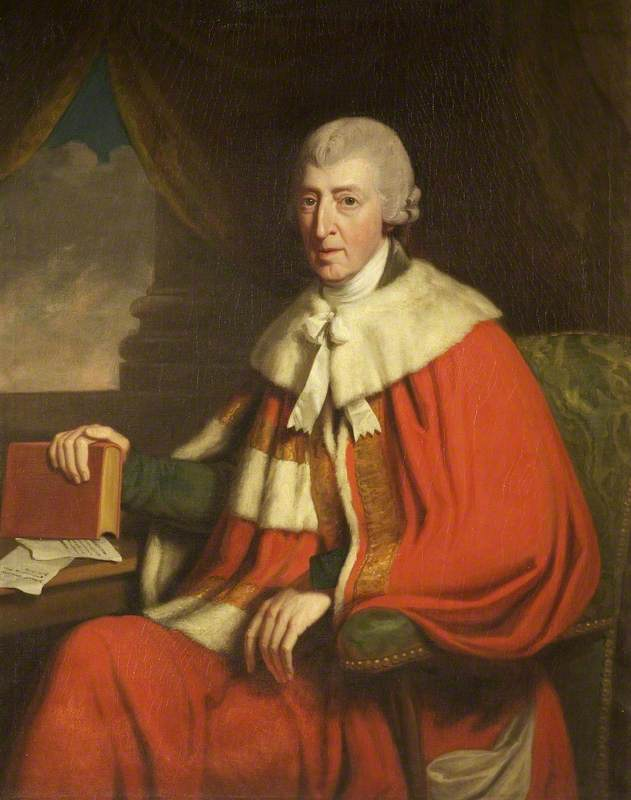
William Lyttelton († 1808)

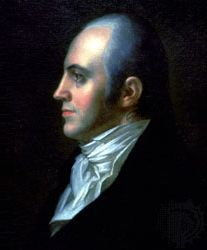
Aaron Burr († 1836)

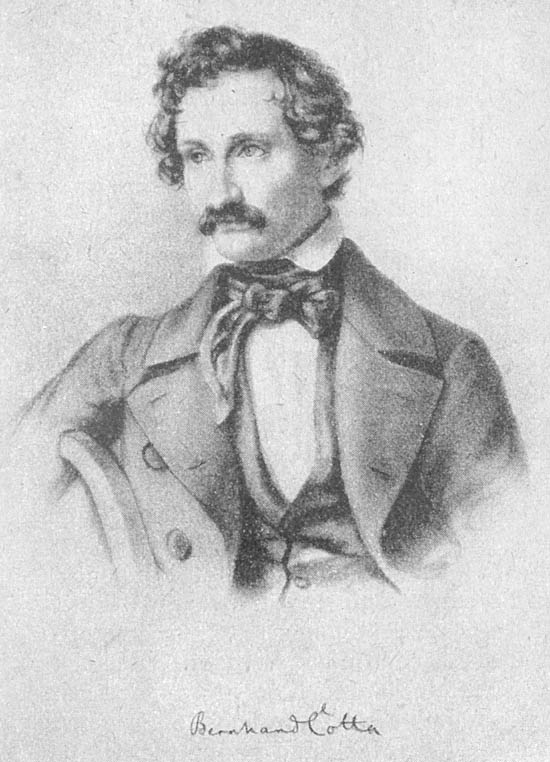
Bernhard von Cotta († 1879)

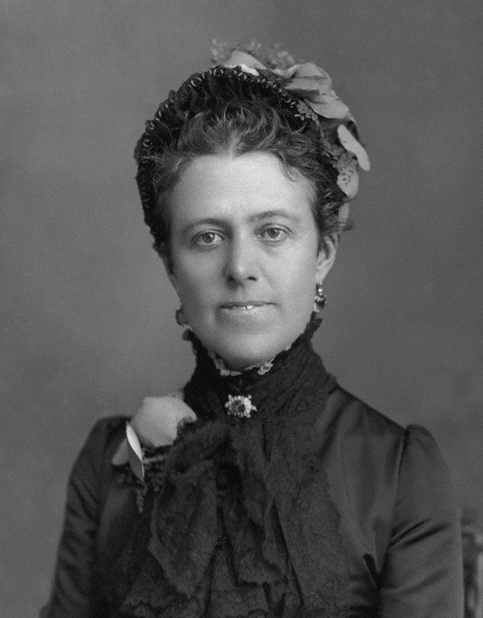
Anna Brassey († 1887)

- 1808: William Lyttelton, 1. Baron Lyttelton, britischer Gouverneur der Province of South Carolina
- 1809: Johannes Karasek, böhmischer Anführer einer Räuberbande
- 1810: Wilhelm Florentin von Salm-Salm, Erzbischof von Prag
- 1817: Hermine von Anhalt-Bernburg-Schaumburg-Hoym, Erzherzogin von Österreich
- 1819: Carl Gottlieb Albrecht, deutscher Beamter
- 1820: François-Joseph Lefebvre, Marschall von Frankreich
- 1821: Stanisław Kostka Potocki, polnischer Politiker, General, Abgeordneter, Freimaurer, Schriftsteller, Mäzen, Architekt, Künstler, Archäologe, Kunsttheoretiker und Kunstsammler
- 1823: Jürgen von Ahlefeldt, deutscher Amtmann
- 1833: Merlin de Thionville, französischer Politiker
- 1834: Giovanni Antonio Giobert, italienischer Chemiker und Mineraloge
- 1836: Aaron Burr, US-amerikanischer Politiker, Vizepräsident
- 1837: Agathon Fain, Geheimsekretär Napoleons I.
- 1841: Alessandro Rolla, italienischer Geiger und Komponist
- 1846: Jacques Dupré, US-amerikanischer Politiker, Gouverneur von Louisiana
- 1847: Meinrad Rahm, Schweizer Stenograph
- 1848: Gustav Dresel, deutsch-US-amerikanischer Kaufmann und Schriftsteller
- 1850ː Charlotte Pistorius, deutsche Dichterin
- 1851: James Fenimore Cooper, US-amerikanischer Schriftsteller
- 1852: Arthur Wellesley, 1. Duke of Wellington, britischer General und Premierminister
- 1855: Johann Adam von Itzstein, deutscher liberaler Politiker
- 1857: Franz Joseph Merklin, deutscher Orgelbauer
- 1862: William Shepperd Ashe, US-amerikanischer Politiker
- 1876: Rudolf Henneberg, deutscher Maler
- 1879: Bernhard von Cotta, deutscher Geologe
- 1882: Georges Leclanché, französischer Chemiker
- 1886: Hubert Ries, deutscher Geiger und Komponist
- 1887ː Anna Brassey, viktorianische Schriftstellerin
- 1887: Friedrich Theodor Vischer, deutscher Schriftsteller und Politiker
- 1891: Johannes Bosboom, niederländischer Maler
- 1893: Louis Ruchonnet, Schweizer Politiker
- 1898: Adolphe Samuel, belgischer Komponist, Dirigent und Musikpädagoge

### 20. Jahrhundert

#### 1901–1950
- 1901: William McKinley, US-amerikanischer Politiker, 25. US-Präsident
- 1901: Heinrich Weidt, deutscher Komponist, Dirigent und Chorleiter
- 1904: Wilhelm Carl Heraeus, deutscher Apotheker, Chemiker und Unternehmer, Gründer des Familienunternehmens Heraeus

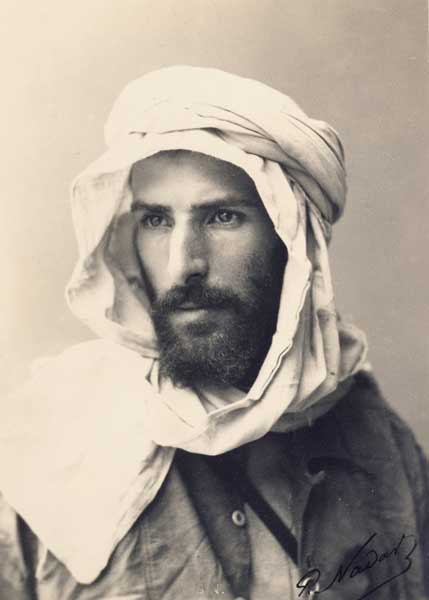
Pierre Savorgnan de Brazza († 1905)

- 1905: Pierre Savorgnan de Brazza, französischer Marineoffizier und Afrikareisender
- 1916: Pierre Duhem, französischer Physiker
- 1916: Wilhelm Voigt, deutscher Architekt
- 1919: Fritz Schöll, deutscher Altphilologe
- 1925: Alfred C. Stürken, deutscher Kaufmann und Mitglied der Hamburgischen Bürgerschaft
- 1927: Hugo Ball, deutscher Autor und Biograf, Mitbegründer der Dada-Bewegung, Pionier des Lautgedichts
- 1927: Isadora Duncan, US-amerikanische Tänzerin
- 1930ː Käthe Buchler, deutsche Fotografin
- 1931: Francesco Ragonesi, Kardinal der römisch-katholischen Kirche
- 1932: Jean Cras, französischer Komponist und Konteradmiral
- 1934: Hugo Winternitz, deutscher Mediziner
- 1936: Irving Thalberg, US-amerikanischer Filmproduzent
- 1937: Tomáš Garrigue Masaryk, Mitbegründer und erster Staatspräsident der Tschechoslowakei, Philosoph und Schriftsteller
- 1938: Dionys Schönecker, österreichischer Fußballspieler, Trainer und Funktionär
- 1940: Émile Argand, schweizerischer Geologe und Mineraloge

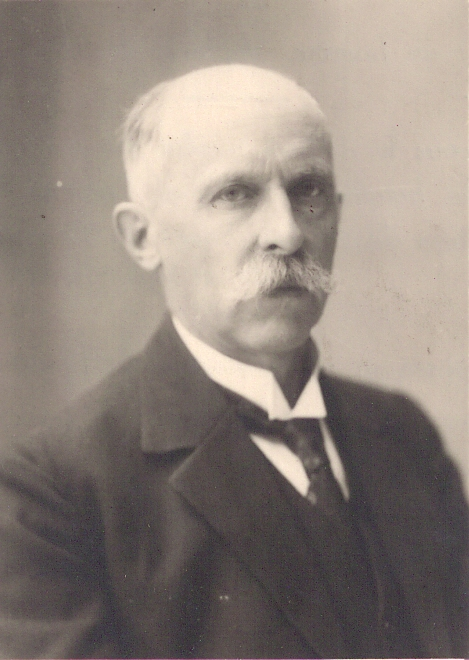
Léonard Misonne († 1943)

- 1943: Léonard Misonne, belgischer Fotograf
- 1944: Hermann Josef Wehrle, katholischer Priester und Widerstandskämpfer
- 1945: Wilhelm Krieger, deutscher Bildhauer
- 1947: Augustin Wibbelt, deutscher römisch-katholischer Geistlicher sowie westfälischer Mundartdichter und -schriftsteller
- 1948: Vernon Dalhart, US-amerikanischer Sänger und Country-Musiker
- 1948ː Constanze von Wetter-Rosenthal, baltische Bildhauerin
- 1949: Gottfried von Bismarck-Schönhausen, deutscher Politiker (NSDAP), MdR
- 1949: Ludwig Hohlwein, deutscher Plakatkünstler
- 1950: Henry Homburger, US-amerikanischer Bobsportler und Bauingenieur

#### 1951–1975
- 1951: Fritz Busch, deutscher Dirigent
- 1955: Franz Carl Weiskopf, deutschsprachiger Schriftsteller
- 1959: Wilhelm Laforet, deutscher Politiker und MdB
- 1960: Just Dillgardt, deutscher NS-Lokalpolitiker, SS-Offizier, Verbandsfunktionär und Konzernmanager
- 1960: Richard Sjöberg, schwedischer Leichtathlet
- 1962: Fred Schule, US-amerikanischer Hürdenläufer und Olympiasieger
- 1963: Gerhard Arndt, deutscher Landwirt und Politiker
- 1965: Walter Le Coutre, deutscher Ökonom, Professor für Betriebswirtschaft
- 1966: Nikolai Konstantinowitsch Tscherkassow, russischer Schauspieler
- 1967: Abd al-Hakim Amer, ägyptischer General
- 1967: Franz Stein, Oberbürgermeister der Stadt Mainz
- 1969: Maximilian Rosenberg, deutscher Arzt, Schriftsteller, Musik- und Theaterkritiker

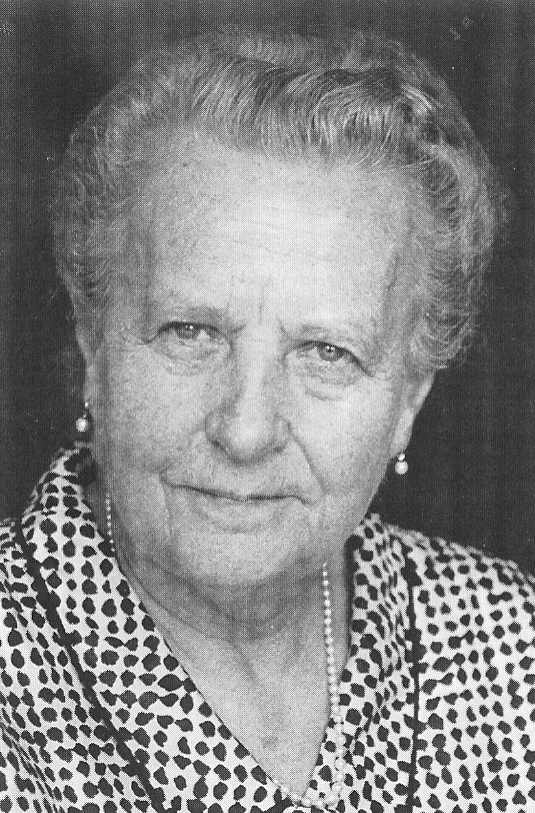
Armgard von Alvensleben († 1970)

- 1970: Armgard von Alvensleben, deutsche Theologin, Äbtissin, Hauptgeschäftsführerin der Evangelischen Deutschen Bahnhofsmission
- 1970: Rudolf Carnap, deutscher Philosoph
- 1971: Harald Lander, dänischer Balletttänzer und Choreograph
- 1973: Georg Ewald, Minister für Land-, Forst- und Nahrungsgüterwirtschaft der DDR
- 1973ː Dorothea Hillmann, Pädagogin, Schulleiterin, Kommunalpolitikerin
- 1973: Eleanor Pairman, US-amerikanische Mathematikerin und Hochschullehrerin schottischer Herkunft
- 1973: Albert Skira, Schweizer Verleger
- 1973: Emma Steiger, Schweizer Sozialarbeiterin und Schriftstellerin
- 1974: René A. Spitz, österreichisch-amerikanischer Psychoanalytiker
- 1975: Knud Hilding, dänischer Schauspieler
- 1975: Theodor Siebel, deutscher Politiker

#### 1976–2000
- 1979: Raymond Loucheur, französischer Komponist
- 1981: Furry Lewis, US-amerikanischer Musiker
- 1982: Kristján Eldjárn, isländischer Politiker
- 1982: John Gardner, US-amerikanischer Schriftsteller und Übersetzer
- 1982: Bachir Gemayel, libanesischer Präsident

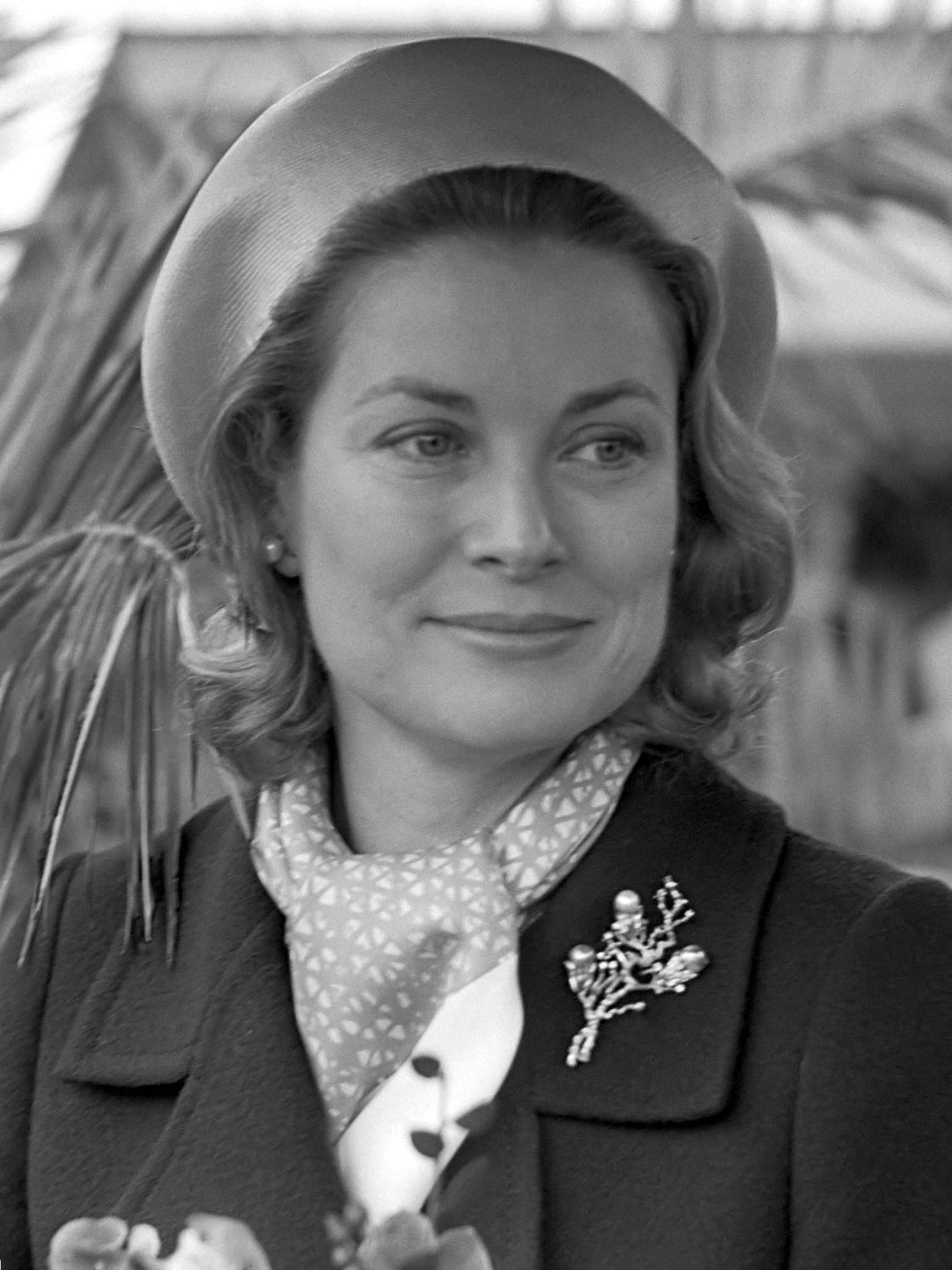
Grace Kelly († 1982)

- 1982: Grace Kelly, US-amerikanische Schauspielerin, Fürstin von Monaco (Gracia Patricia)
- 1983: Henri Anet, Schweizer Politiker
- 1984: Janet Gaynor, US-amerikanische Schauspielerin
- 1985: John Caldwell Holt, US-amerikanischer Autor und Pädagoge
- 1986: William E. Barrett, US-amerikanischer Schriftsteller
- 1986: Ernst Rudolph, deutscher Karambolagespieler
- 1988: Artur Grenz, deutscher Komponist
- 1988: Manuel Simó, dominikanischer Komponist, Dirigent und Musikpädagoge
- 1989: Dámaso Pérez Prado, kubanischer Musiker und Komponist
- 1990: Denis Payot, Schweizer Rechtsanwalt
- 1991: Julie Bovasso, US-amerikanische Schauspielerin und Dramatikerin
- 1992: Friedrich Hachenberg, deutscher Forstmann und Historiker
- 1992: Bruce Hutchison, kanadischer Schriftsteller und Journalist
- 1995: Hans-Gerd Fröhlich, deutscher Vertriebenenpolitiker
- 1995: Eiji Okada, japanischer Schauspieler

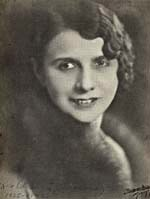
Rose Ouellette († 1996)

- 1996: Rose Ouellette, kanadische Komikerin, Schauspielerin und Sängerin
- 1998: Johnny Adams, US-amerikanischer Blues-Sänger
- 1998: Edmund Brenner, deutscher Leichtathlet
- 1998: Yang Shangkun, chinesischer Politiker und Staatspräsident
- 1999: Attila Bozay, ungarischer Komponist
- 1999: Charles Crichton, britischer Filmregisseur, Filmeditor, Drehbuchautor und Produzent
- 1999: André Kostolany, US-amerikanischer Finanzexperte, Journalist, und Schriftsteller
- 2000: Beah Richards, US-amerikanische Film- und Theaterschauspielerin

### 21. Jahrhundert
- 2002: Paul Williams, US-amerikanischer Blues- und R&B-Saxophonist, Komponist und Bandleader
- 2003: Walter Davy, österreichischer Regisseur und Schauspieler
- 2003: John Serry senior, US-amerikanischer Akkordeon-Virtuose, Arrangeur, Komponist und Organist

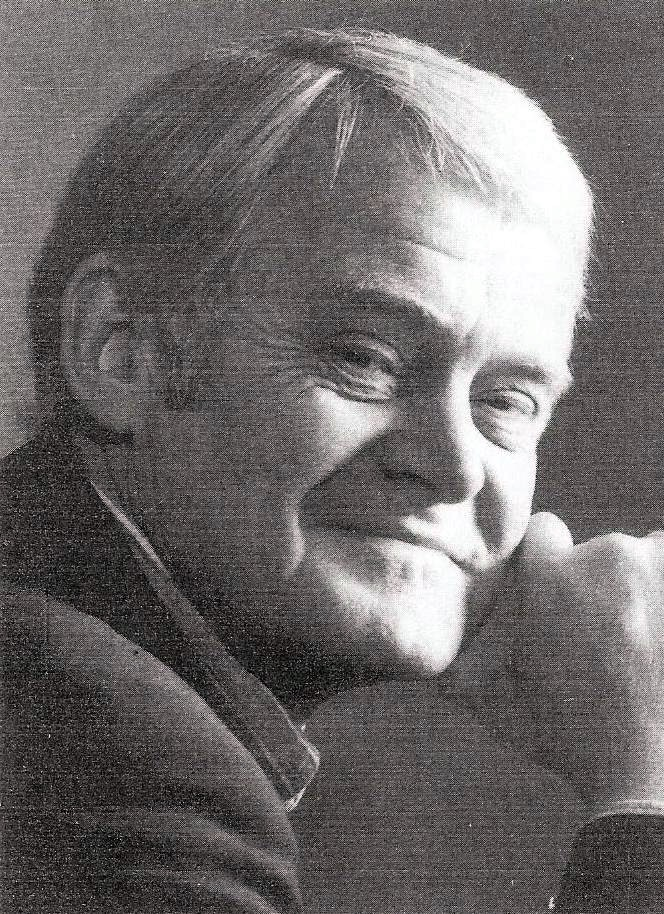
Ove Sprogøe († 2004)

- 2004: Ove Sprogøe, dänischer Schauspieler
- 2005: Robert Wise, US-amerikanischer Regisseur und vierfacher Oscar-Preisträger
- 2006: Mickey Hargitay, ungarischer Bodybuilder und Schauspieler
- 2006: Annette Zurstraßen, deutsche Historikerin
- 2007: Hermine Aichenegg, österreichische Künstlerin
- 2007: Robert Savoie, kanadischer Sänger und Musikpädagoge
- 2009: Gerhard Leo, deutscher Journalist, Autor und Kämpfer der französischen Résistance

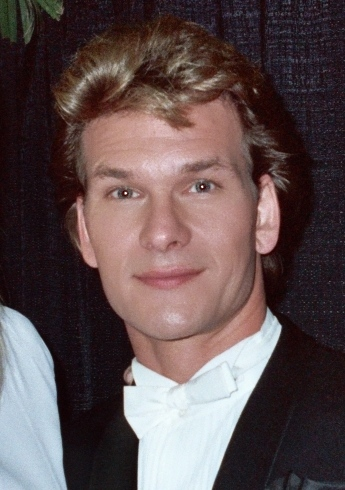
Patrick Swayze († 2009)

- 2009: Patrick Swayze, US-amerikanischer Schauspieler und Tänzer
- 2010: Francisco Ribeiro, portugiesischer Musiker
- 2011: Rudolf Mößbauer, deutscher Physiker und Nobelpreisträger (Mößbauer-Effekt)
- 2012: Jacques Antoine, französischer Fernseh- und Radiojournalist
- 2012: Hanna Roßner, deutsche Mundartsprecherin und -autorin
- 2013: Helga Uthmann, deutsche Theaterschauspielerin
- 2013: Stefan Wewerka, deutscher Architekt, Designer und Künstler
- 2014: Miroslav Hlinka, slowakischer Eishockeyspieler
- 2014: Maria Hugonis Schäfer, deutsche Ordensschwester
- 2015: Juri Nikolajewitsch Afanassjew, russischer Historiker und sowjetischer Politiker
- 2015: Corneliu Vadim Tudor, rumänischer Politiker
- 2016: John Gudenus, österreichischer Politiker
- 2016: Hilmar Thate, deutscher Schauspieler
- 2017: Grant Hart, US-amerikanischer Schlagzeuger, Gitarrist und Songschreiber
- 2017: Otto Wanz, österreichischer Boxer, Ringer, Wrestler und Schauspieler
- 2018: Walter Remmers, deutscher Politiker

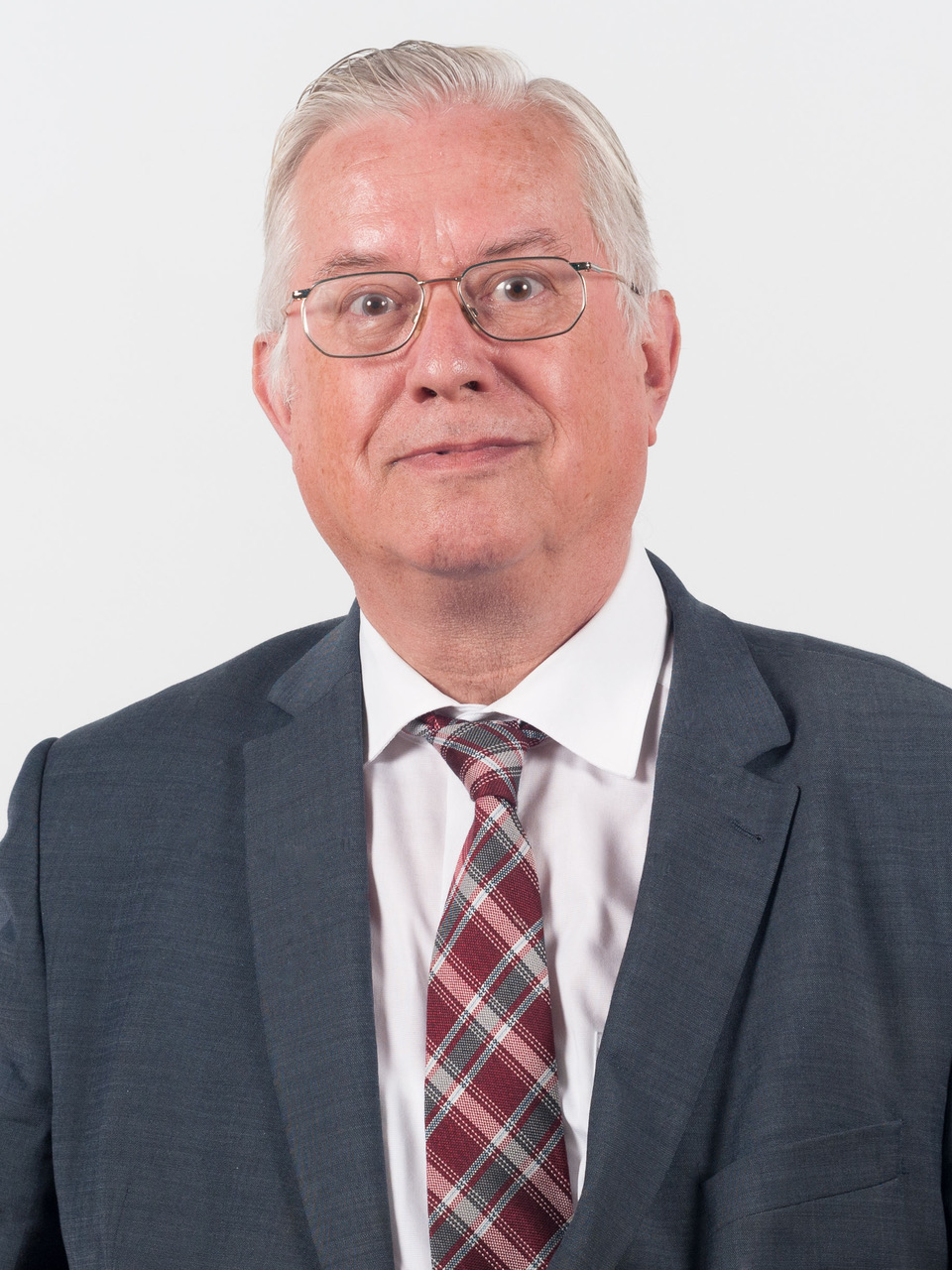
Rudolf Schieffer († 2018)

- 2018: Rudolf Schieffer, deutscher Historiker
- 2019: Else Ackermann, deutsche Politikerin
- 2019: Jun-ichi Yoshida, japanischer Chemiker
- 2020: William H. Gates, Sr., US-amerikanischer Anwalt, Philanthrop und Buchautor
- 2020: Anne Stevenson, US-amerikanisch-britische Dichterin und Biografin
- 2021: Ladislav Lubina, tschechischer Eishockeyspieler und -trainer
- 2021: Norm MacDonald, kanadischer Schauspieler und Drehbuchautor
- 2022: Bengt Gingsjö, schwedischer Schwimmer
- 2022: Irene Papas, griechische Schauspielerin
- 2023: Basil van Rooyen, südafrikanischer Autorennfahrer
- 2024ː Berit Ås, norwegische Politikerin und Sozialpsychologin

## Feier- und Gedenktage
- Kirchliche Gedenktage
  - Kreuzerhöhung (anglikanisch, orthodox, römisch-katholisch, teilweise: evangelisch)
  - Hl. Cyprian von Karthago, Bischof und Märtyrer (evangelisch, der römisch-katholische Gedenktag ist am 16. September)

Weitere Einträge enthält die Liste von Gedenk- und Aktionstagen.